# Hubschrauber

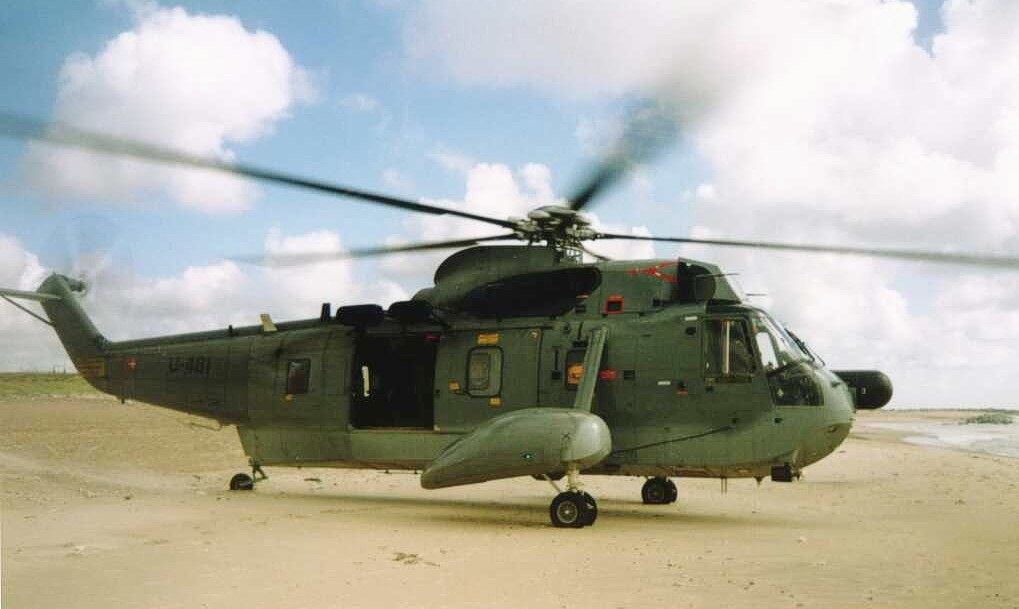
Marinehubschrauber Sikorsky S-61 Sea King

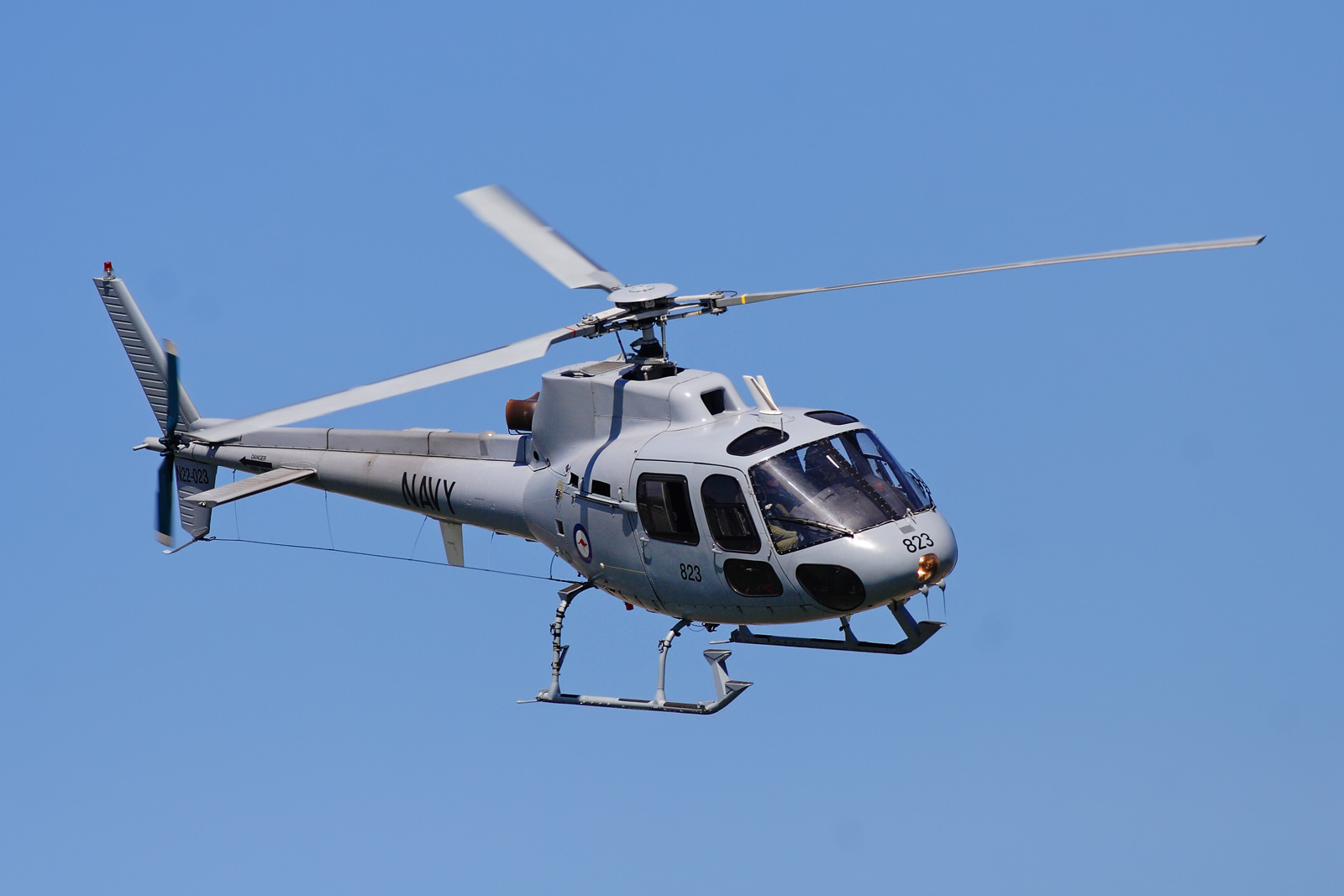
Eurocopter AS350BA der Fleet Air Arm der Royal Australian Navy

Ein Hubschrauber oder Helikopter (kurz: Heli) ist ein senkrecht startendes und landendes Luftfahrzeug, das Motorkraft auf einen oder mehrere nahezu horizontal angeordnete Rotoren für Auftrieb und Vortrieb überträgt. Diese arbeiten als sich drehende Tragflächen oder Flügel. Damit zählen Hubschrauber zu den Drehflüglern und sind mit Abstand die bedeutendsten Vertreter dieser Großgruppe von Luftfahrzeugen.

## Begriff
„Drehflügler“ ist die sinngemäße Übersetzung des Worts Helikopter, kurz auch Heli, das sich zusammensetzt aus altgriechisch ἕλιξ hélix (Gen. ἕλικος hélikos) „Windung, Spirale, Schraube“ und πτερόν pterón „Flügel“. Die Wörter Helikopter und Hubschrauber sind gleichbedeutend. Umgangssprachlich setzt sich im deutschsprachigen Raum Helikopter immer mehr durch (vgl. auch Helikopter-Eltern). Amtlich hingegen werden in der Schweiz beide Wörter verwendet.
Die Abgrenzung des Begriffs Hubschrauber ist variabel. Im weitesten Sinne werden Hubschrauber und Drehflügler als Synonyme behandelt. Üblicherweise werden jedoch Drehflügler ohne angetriebenen Hauptrotor, wie Tragschrauber mit eigenen Vortriebsrotoren, nicht zu den Hubschraubern gezählt. Bei Flugschraubern, die die Eigenschaften dieser beiden Luftfahrzeuge kombinieren, ist die Einordnung zu den Hubschraubern uneinheitlich.
Hubschrauber, die zusätzlich über starre Tragflächen verfügen, werden als Verbundhubschrauber bezeichnet. Wandelflugzeuge zählen nicht zu den Hubschraubern.

## Geschichte
Das Prinzip des Auftriebs in Wendelform war bereits im alten China bekannt, wo es vor 2500 Jahren im Spielzeug „Fliegender Kreisel“ genutzt wurde. Leonardo da Vinci fertigte um 1487–1490 in seinen „Pariser Manuskripten“ Skizzen eines Hubschraubers an und nannte seine Erfindung schon damals „Helix Pteron“; erst im 20. Jahrhundert gelang die technische Umsetzung dieser Idee. Pioniere der Hubschrauberentwicklung waren u. a. Jakob Degen, Étienne Œhmichen, Raúl Pateras Pescara, Oszkár Asbóth, Juan de la Cierva, Engelbert Zaschka, Louis Charles Breguet, Alberto Santos Dumont, Henrich Focke, Anton Flettner und Igor Sikorski.

### Anfänge

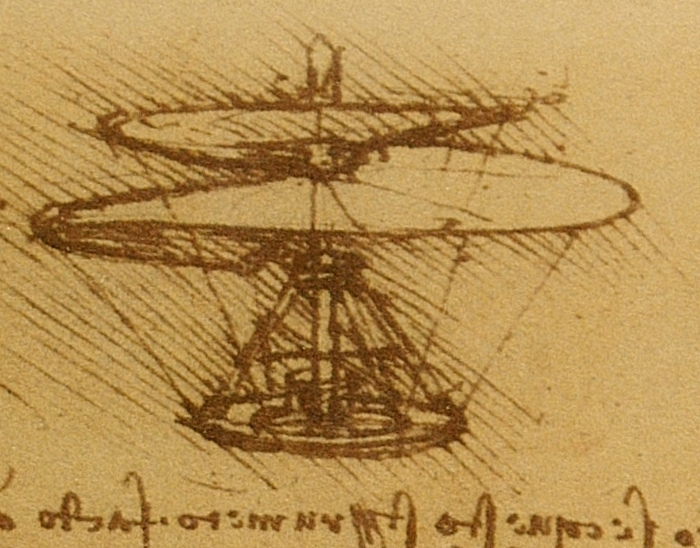
Früher Entwurf einer „Flugschraube“ von Leonardo da Vinci

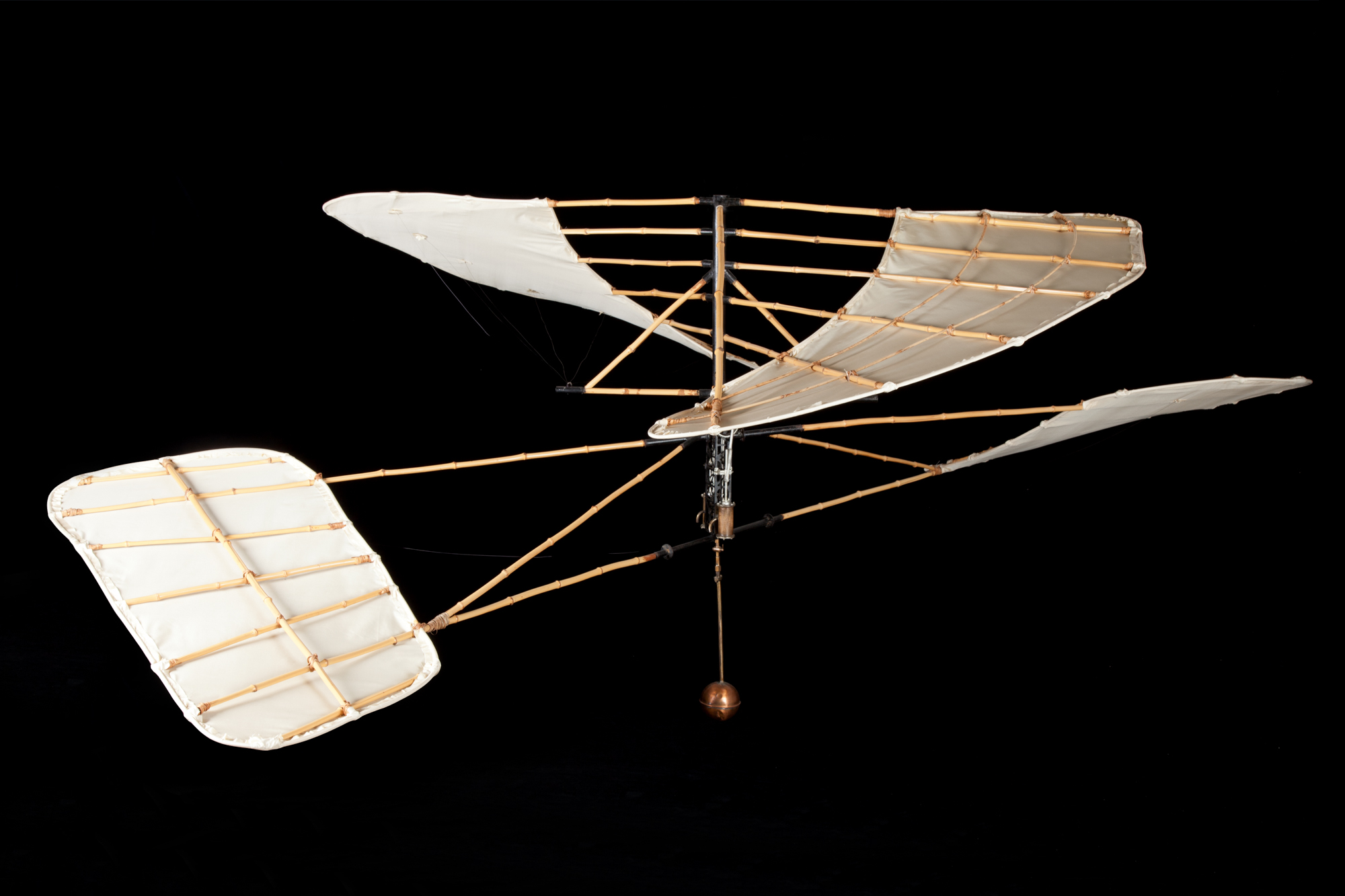
Experimental-Hubschrauber von Enrico Forlanini (1877), ausgestellt am Museo nazionale della scienza e della tecnologia Leonardo da Vinci, Mailand

Bereits im 14. Jahrhundert war in Europa ein Spielzeug namens „chinesischer Luftkreisel“ bekannt, das auch heute noch in abgewandelter Form hergestellt wird. Es handelte sich um ein rotorähnliches Gebilde aus angestellten Vogelfedern, das in Drehung versetzt ähnlich einem Hubschrauber senkrecht in die Luft aufsteigen konnte. Leonardo da Vinci beschäftigte sich im 15. Jahrhundert mit dem Hubschrauber und zeichnete ein Fluggerät, das einen Antrieb nach Art der archimedischen Wasserschraube erhalten sollte. 1768 entwarf der französische Mathematiker Alexis-Jean-Pierre Paucton das erste Konzept, Pterophore genannt, für einen muskelkraftbetriebenen Hubschrauber mit zwei getrennten für Auftrieb und Vortrieb zuständigen Rotoren. 1783 bauten der französische Naturforscher Christian de Launoy und sein Mechaniker Bienvenu eine Koaxialversion des chinesischen Luftkreisels. Eine ähnliche Konstruktion entwarf der britische Ingenieur George Cayley.
Im 18. und 19. Jahrhundert gab es eine Vielzahl von Ideen für hubschrauberähnliche Fluggeräte. So entwarf Michail Lomonossow ein Hubschraubermodell mit koaxialen Rotoren zur Erforschung der Atmosphäre. Der österreichische Uhrmachermeister Jakob Degen experimentierte ebenfalls mit Koaxialmodellen und verwendete ein Uhrwerk als Antrieb. Um 1825 baute der Engländer David Mayer einen muskelbetriebenen Hubschrauber, 1828 entwarf der Italiener Vittorio Sarti einen Hubschrauber mit zwei dreiblättrigen Propellern. Der Amerikaner Robert Taylor stellte 1842 seine Konstruktion der kollektiven Blattverstellung fertig und offerierte diese dem Luftfahrtpionier George Cayley. Dieser übernahm das Taylorsche Konzept für ein Fluggerät mit zwei seitlich montierten Koaxialrotoren und zwei Luftschrauben für den Vortrieb. Als Antrieb sollte eine Dampfmaschine dienen, die sich jedoch als zu schwer erwies und das Projekt zum Scheitern verurteilte. Im Jahr 1861 erhielt Gustave de Ponton d’Amécourt ein Patent auf ein koaxiales Rotorenkonzept. Beiden war offensichtlich die Notwendigkeit des Drehmomentenausgleichs bewusst, der sie durch Verwendung zweier gegenläufiger Hauptrotoren Rechnung trugen. Der russische Ingenieur Alexander Nikolajewitsch Lodygin unterbreitete 1869 dem Kriegsministerium ein Konzept eines Hubschraubers mit einem Elektromotor als Antrieb. Das Modell war bereits mit einem Haupt- und einem Heckrotor versehen. Um 1870 baute Alphonse Pénaud Koaxialhubschrauber mit Gummibandantrieb als Kinderspielzeug. Eines seiner Spielzeugflugzeuge soll die Gebrüder Wright inspiriert haben. Im Jahr 1874 skizzierten Fritz und Wilhelm von Achenbach einen Drehflügler mit Haupt- und Heckrotor (der heute gebräuchlichsten Hubschrauberkonfiguration), der mit einer Dampfmaschine angetrieben werden sollte. 1877 baute der Italiener Enrico Forlanini einen kleinen unbemannten 3,5 kg schweren Hubschrauber mit Dampfantrieb und zwei koaxialen gegenläufigen Rotoren. Im Sommer führte er dieses Fluggerät in einem öffentlichen Park in Mailand vor, wobei es etwa 20 Sekunden lang und 13 Meter hoch flog. Auch Thomas Edison baute 1885 im Auftrag von James Gordon Bennett Jr. einen Hubschrauber, der wegen zu hohen Gewichtes aber nicht abhob. Um 1890 baute Wilhelm Kress ein Fluggerät mit Koaxialrotoren und ermittelte den Zusammenhang von Rotordurchmesser, Leistung und Auftrieb.
Im Jahr 1901 fand in Berlin-Schöneberg der Erstflug eines Hubschraubers von Hermann Ganswindt statt. Da es noch keine ausreichend starken Motoren gab, nutzte Ganswindt ein Fallgewicht, das den Rotor auch über ein Seil antrieb. Der Hubschrauber flog zwar nur einige Sekunden lang, aber er hob mit zwei Personen an Bord ab. Ein Film der Brüder Skladanowsky von dem Ereignis ist verschollen. Da Ganswindt eine Sicherheitsstange angebracht hatte, wurde er 1902 des Betruges bezichtigt und für acht Wochen in Untersuchungshaft genommen. Im gleichen Jahr erreichte auch ein von Ján Bahýľ konstruierter Hubschrauber eine Flughöhe von 50 cm.
Am 13. November 1907 hob Paul Cornu mit einem 260 kg schweren fliegenden Fahrrad für 20 Sekunden 30 cm senkrecht vom Boden ab. Er benutzte Tandemrotoren, die von einem 24 PS starken V8-Motor angetrieben wurden. Es handelte sich hierbei um den ersten dokumentierten freien bemannten Vertikalflug, obwohl der Flug wegen der geringen Motorleistung bezweifelt wird. In diesem Jahr bauten die Brüder Louis Charles und Jacques Bréguet in Zusammenarbeit mit Charles Richet auch den Gyroplane Nr. 1 mit vier gegenläufigen Rotoren, 45-PS-Benzinmotor und 580 kg Abflugmasse, der jedoch nur senkrecht nach oben fliegen konnte.
Im Jahr 1909 baute Wladimir Walerianowitsch Tatarinow mit Unterstützung des russischen Kriegsministeriums das Tatarinow Aeromobile, das eine autoähnliche Form mit einem Front- und vier über dem Fahrzeug angebrachten Hubpropellern besaß. Die wenig erfolgversprechende Konstruktion wurde nach öffentlicher Kritik vom Konstrukteur zerstört.
Ab 1910 löste Boris Nikolajewitsch Jurjew einige theoretisch-konstruktive Grundprobleme der Stabilität und des Antriebs und entwickelte die Taumelscheibe (englisch Swashplate).
Im Jahr 1913 konstruierte der Dresdner Ingenieur Otto Baumgärtel einen Senkrechtstarter, der sich durch Verlagerung des Schwerpunktes ohne besonderen Propeller vorwärts bewegen konnte.
1916 baute der Däne Jacob Christian Hansen Ellehammer einen Hubschrauber mit koaxialen Rotoren und einem Bugpropeller, einem selbst konstruierten 6-Zylinder-Sternmotor mit 36 PS und der erstmaligen Verwendung der kollektiven und zyklischen Blattverstellung. Der Italiener Gaetano Arturo Crocco hatte diese Technik 1906 vorgeschlagen. Ellehammer ist damit der Erfinder der heute allgemein üblichen Rotoransteuerung. Nach dem Absturz und der Zerstörung der Maschine gab er die Entwicklung auf. Wiederum einen Koaxialrotor bauten die Gebrüder Rüb in Stuttgart 1917, der jedoch mangels Antriebsleistung nicht abheben konnte.
Gegen Ende des Ersten Weltkrieges führten die Konstrukteure Stephan Petróczy von Petrócz, Theodore von Kármán und Wilhelm Zurovec im Auftrag der k.u.k. Armee erfolgreiche Flugversuche mit den nach ihnen benannten Schraubenfesselfliegern PKZ-1 und PKZ-2 durch. Durch solche senkrecht aufsteigenden Fluggeräte sollten die bis dahin üblichen Fesselballone zur Feindbeobachtung ersetzt werden. Der PKZ-2 mit koaxialem Rotor und drei Motoren mit je 120 PS Leistungsabgabe erreichte eine Flughöhe von rund 50 m, was zu jener Zeit einen Rekord darstellte. Bei einem Demonstrationsflug am 10. Juni 1918 in Fischamend stürzte das Gerät ab. Das baldige Kriegsende verhinderte eine weitere Entwicklung.
In den Jahren 1919 bis 1922 konstruierte Henry A. Berliner in den USA sowohl Hubschrauber mit koaxialen als auch mit nebeneinander liegenden Rotoren. Mit beiden unternahm er freie Schwebeflüge von kurzer Dauer.
Am 11. November 1922 brachte Étienne Œhmichen erstmals seinen Œhmichen No. 2 in die Luft, den ersten dokumentierten und zuverlässig fliegenden manntragenden Senkrechtstarter, einen Quadrocopter.
Bei der Entwicklung seines Autogiro gelangen Juan de la Cierva (Spanien) im Jahr 1923 wesentliche Lösungen zur Stabilisierung des Rotors eines Drehflüglers, so z. B. die Schlaggelenke. Dieses Konzept war im Deutschen Reichspatent Nr. 249702 aus dem Jahre 1912 von Max Bartha und Josef Madzsar im Zusammenhang mit der Kopfkippsteuerung für einen koaxialen Rotor patentiert worden. Im gleichen Jahr flog in den USA der durch George de Bothezat entwickelte damals größte Hubschrauber der Welt mit vier Rotoren auf Auslegern und zwei zusätzlichen kleineren Steuerrotoren. Er hatte eine Startmasse von 1600 kg und wurde von einem 220-PS-Motor angetrieben.
Am 18. April 1924 verbesserte der von Raúl Pateras Pescara entwickelte Pescara No. 3 den vier Tage vorher von Œhmichen aufgestellten Weltrekord für Rotorflugzeuge um das Doppelte. Er setzte dabei erstmals zyklische Blattverstellung ein, um den Hauptrotor zum Vortrieb zu nutzen. Œhmichens Hubschrauber besaß vier verstellbare Hauptrotoren, fünf Propeller zur Stabilisierung, zwei Propeller zum Vortrieb, einen Propeller zur Steuerung und als Antrieb einen 180-PS-Gnôme-Motor. Trotz der ersten beiden offiziell anerkannten „Weltrekorde“ für Hubschrauber waren diese komplizierten Maschinen eine technische Sackgasse.
In Deutschland entwickelte Oberingenieur Engelbert Zaschka 1927 einen kombinierten Trag- und Hubschrauber. Bei der Entwicklung wurden im Unterschied zu den bis damals bekannten Trag- und Hubschraubern die Rotoren des Zaschka-Rotationsflugzeugs mit einer durch zwei Kreisel wirksamen Schwungmasse zwangsläufig rotierend verbunden. Das Hubschraubermodell verfügte demnach über eine Gleichgewichtsregelung durch eine kreiselnde Masse (kinetische Energie). Durch diese Anordnung konnte mit abgestelltem Motor ein gefahrloser senkrechter Gleitflug ausgeführt werden.
Ab 1925 versuchte der Holländer A. G. von Baumhauer die heute gebräuchliche Rotoranordnung mit je einem Haupt- und Heckrotor zu realisieren. Sein Hubschrauber hatte einen Hauptrotor mit etwa 15 m Durchmesser, der von einem 200-PS-Motor angetrieben wurde. Für den Antrieb des Heckrotors verwendete er einen separaten Motor mit 80 PS. Der Erstflug fand 1930 statt, jedoch wurde nach dem Bruch eines Hauptrotorblattes die Entwicklung eingestellt. Im gleichen Jahr erprobten der Belgier Nicholas Florine und der Italiener Corradino D’Ascanio erfolgreich ihre Hubschrauber. Die Maschine von Florine hatte eine Tandem-Rotoranordnung mit zwei Vierblattrotoren von 7,2 m Durchmesser und wog etwa 950 kg. Sie wurde von einem 220-PS-Hispano-Suiza-Motor angetrieben und erlaubte Schwebeflüge von bis zu zehn Minuten. Der von D’Ascanio konstruierte Hubschrauber mit koaxialen Rotoren und drei verstellbaren Zusatzpropellern flog bis zu 1078 m weit, erreichte eine Flughöhe von 18 m und eine Flugdauer von neun Minuten. Ebenfalls 1930 baute in Österreich Raoul Hafner mit Bruno Nagler einen Hubschrauber. Obwohl dieser sogar eine Taumelscheibe hatte, führten Steuerprobleme zum Abbruch der Versuche.
Zwischen 1930 und 1935 experimentierten Oszkár Asbóth in Ungarn und Walter Rieseler in Deutschland mit Hubschraubern mit koaxialen Rotoren, bei denen die Steuerbarkeit mit Leitwerken im Rotorabwind verbessert werden sollte.
1932 wurde unter der Leitung von Boris Nikolajewitsch Jurjew in der Sowjetunion der ZAGI 1-EA mit einem Hauptrotor und je zwei Steuerrotoren am Bug und am Heck entwickelt. Dieser hatte eine Abflugmasse von 1200 kg und zwei Motoren mit je 120 PS Leistung.

### Weiteres 20. Jahrhundert
In den frühen 1930er Jahren bauten Louis Charles Breguet und René Dorand mit dem Gyroplane-Laboratoire den ersten längere Zeit stabil fliegenden Hubschrauber. Er hatte Koaxialrotoren und hielt ab Juni 1935 alle internationalen Rekorde für Hubschrauber.
Die Focke-Wulf Fw 61, die zwei seitlich angeordnete Rotoren benutzte, brach beim Jungfernflug im Juni 1936 eine Reihe von bisherigen Weltrekorden bei Hubschraubern. Sie war zudem der erste Hubschrauber, mit dem eine Autorotationslandung gelang.
In den USA war die 1939 zum Erstflug gestartete Sikorsky VS-300 der erste praktisch einsetzbare Hubschrauber. Dieser Prototyp wurde das Vorbild des ab 1942 in Serie gebauten Sikorsky R-4.
1941 war die deutsche Focke-Achgelis Fa 223 der erste in Serie gebaute Hubschrauber, ebenfalls mit zwei seitlich angeordneten Rotoren. Es folgten 1943 die Flettner Fl 282, ebenfalls mit Doppelrotor, und 1944 die Sikorsky R-4 „Hoverfly“ in den USA, die wie ihr Vorgänger Sikorsky VS-300 einen Einzelrotor zusammen mit einem Heckrotor verwendete.
1943 flog mit der Doblhoff WNF 342 der erste experimentelle Hubschrauber, der einen heißen Blattspitzenantrieb verwendete. Die von Frank Piasecki und Harold Venzie ebenfalls 1943 konstruierte PV-1 hatte eine Bauweise ohne Heckrotor, ähnlich der heutigen NOTAR-Technik. Die Arbeiten daran wurden jedoch bald zugunsten eines Heckrotorentwurfs aufgegeben.
Nach Kriegsende, am 8. März 1946, erhielt die auf eine Konstruktion von Arthur M. Young zurückgehende Bell 47 der Bell Aircraft Corporation – ein leichter zwei- oder dreisitziger Hubschrauber – als erster ziviler Hubschrauber die Flugzulassung in den Vereinigten Staaten. Seine Varianten waren bis in die 1980er Jahre und darüber hinaus weltweit anzutreffen.
Auf sowjetischer Seite war der von Michail Mil entwickelte Mil Mi-1 der erste in Serie gebaute Hubschrauber, dessen Prototyp GM-1 im September 1948 zum ersten Mal flog.
1955 rüstete die französische Firma Sud Aviation ihren Hubschrauber Alouette II mit einer 250-kW-Turbomeca-Artouste-Wellenturbine aus und baute damit den ersten Hubschrauber mit Gasturbinenantrieb, der heute von fast allen kommerziellen Herstellern verwendet wird. Lediglich Robinson Helicopter (Robinson R22 und Robinson R44), Brantly (Brantly B-2 bzw. Brantly 305) und Sikorsky (Schweizer 300C) stellen noch Hubschrauber mit Kolbenmotoren her.
Die mit bis heute 16.000 Exemplaren meistgebaute Hubschrauberfamilie, die Bell 204 – militärisch Bell UH-1 genannt – startete am 22. Oktober 1956 zu ihrem Jungfernflug.
Die deutsche Bölkow Bo 105 wurde 1967 als erster Hubschrauber mit einem gelenklosen Rotorkopf zusammen mit GFK-Rotorblättern, die erstmals bei der Kamow Ka-26 zum Einsatz gekommen waren, ausgerüstet. Der Eurocopter EC 135 als aktueller Nachfolger benutzt eine weiterentwickelte Form, den sogenannten gelenk- und lagerlosen Rotorkopf. Dort wurden auch die Lager für die Blattwinkelverstellung durch ein aus glasfaserverstärktem Kunststoff bestehendes Drillsteuerelement mit Steuertüte ersetzt.
1968 startete mit der sowjetischen Mil Mi-12 der größte jemals gebaute Hubschrauber. Er verfügt über nebeneinander angeordnete Rotoren, ein maximales Startgewicht von 105 t bei einer maximalen Nutzlast von 40 t und 196 Passagierplätzen. Nach drei Prototypen, die eine Reihe von Rekorden erzielten, wurde die Produktion eingestellt.
1975 startete der ab 1979 in Großserie gebaute leichte und kostengünstige Robinson R22 zu seinem Erstflug.
1977 fand der Erstflug des größten in Serie gebauten Helikopters statt, der Mil Mi-26, die bis heute produziert und eingesetzt wird.
Ab 1980 wurde mit dem Kamow Ka-50 „Hokum“ der erste Hubschrauber entwickelt, der mit einem Schleudersitz ausgerüstet ist. Zusammen mit seiner Weiterentwicklung, dem Kamow Ka-52 „Alligator“, ist er der einzige Hubschrauber, der bisher mit einem Schleudersitz ausgerüstet wurde. Die Rotorblätter werden bei Aktivierung des Schleudersitzes automatisch abgesprengt.
Ab 1983 entstand mit dem Boeing-Sikorsky RAH-66 Comanche ein Kampfhubschrauber mit Tarnkappentechnik, dessen Fertigung jedoch kurz vor Erreichen der Einsatzreife im Jahr 2004 aufgrund ausufernder Kosten gestoppt wurde.
1984 flog erstmals die Sikorsky X-wing, deren Rotor beim Vorwärtsflug angehalten und festgestellt wird und dann als zusätzliche Tragfläche dient. Wie bei anderen VTOL-Konzepten sollen damit gegenüber reinen Drehflüglern bessere Flugleistungen erreicht werden. Es blieb jedoch bei einem Prototyp.
1989 hob mit Da Vinci III erstmals ein Muskelkraft-Hubschrauber für wenige Sekunden vom Boden ab – bis zu 20 cm hoch, per Pedalkurbel und Einzelrotor, in Kalifornien.

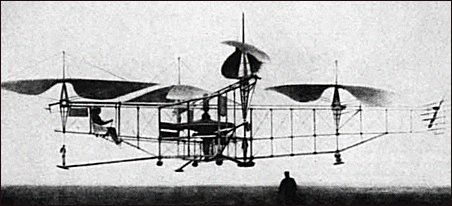
Œhmichen No. 2, 1922
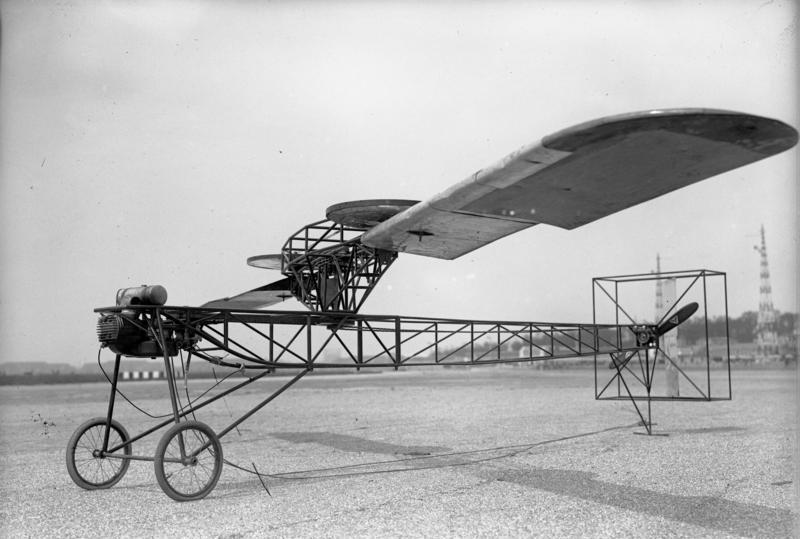
Versuchsmodell des Zaschka-Rotationsflugzeugs, Juli 1928
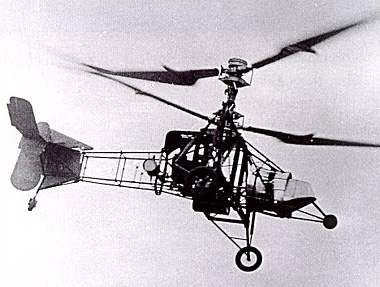
Koaxialhubschrauber Gyroplane-Laboratoire von 1935
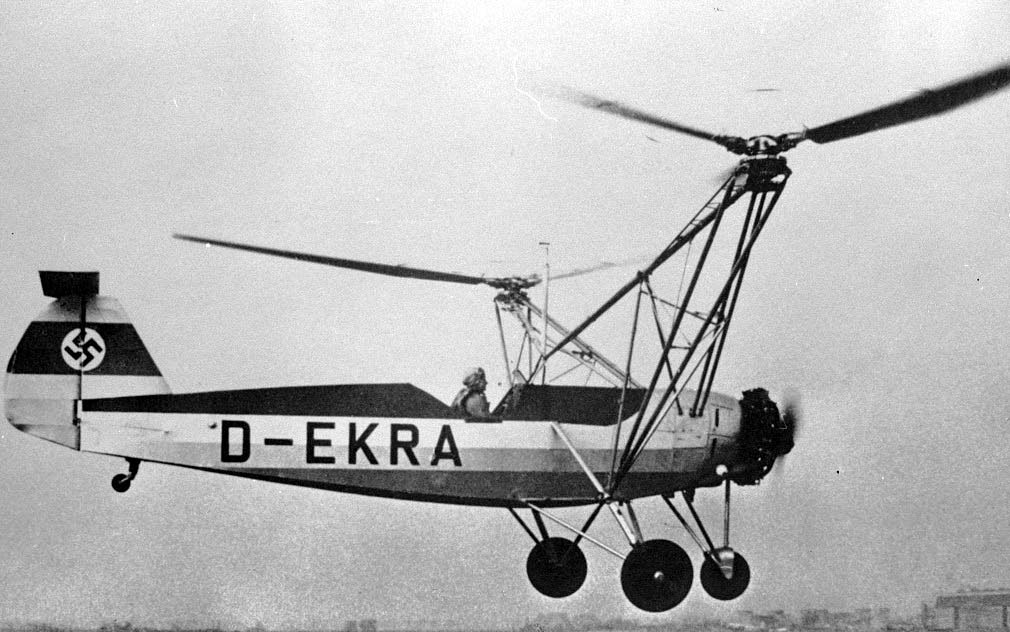
Focke-Wulf Fw 61, 1936, mit dem die erste Autorotationslandung gelang
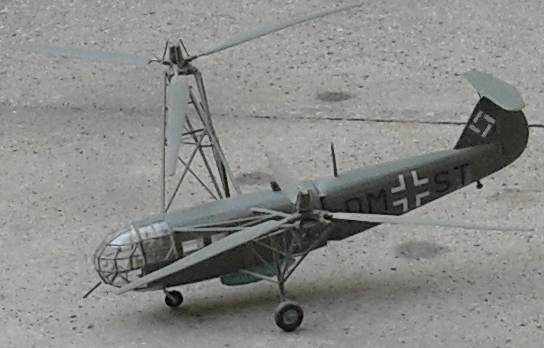
Focke-Achgelis Fa 223, der erste in Serie gebaute Hubschrauber
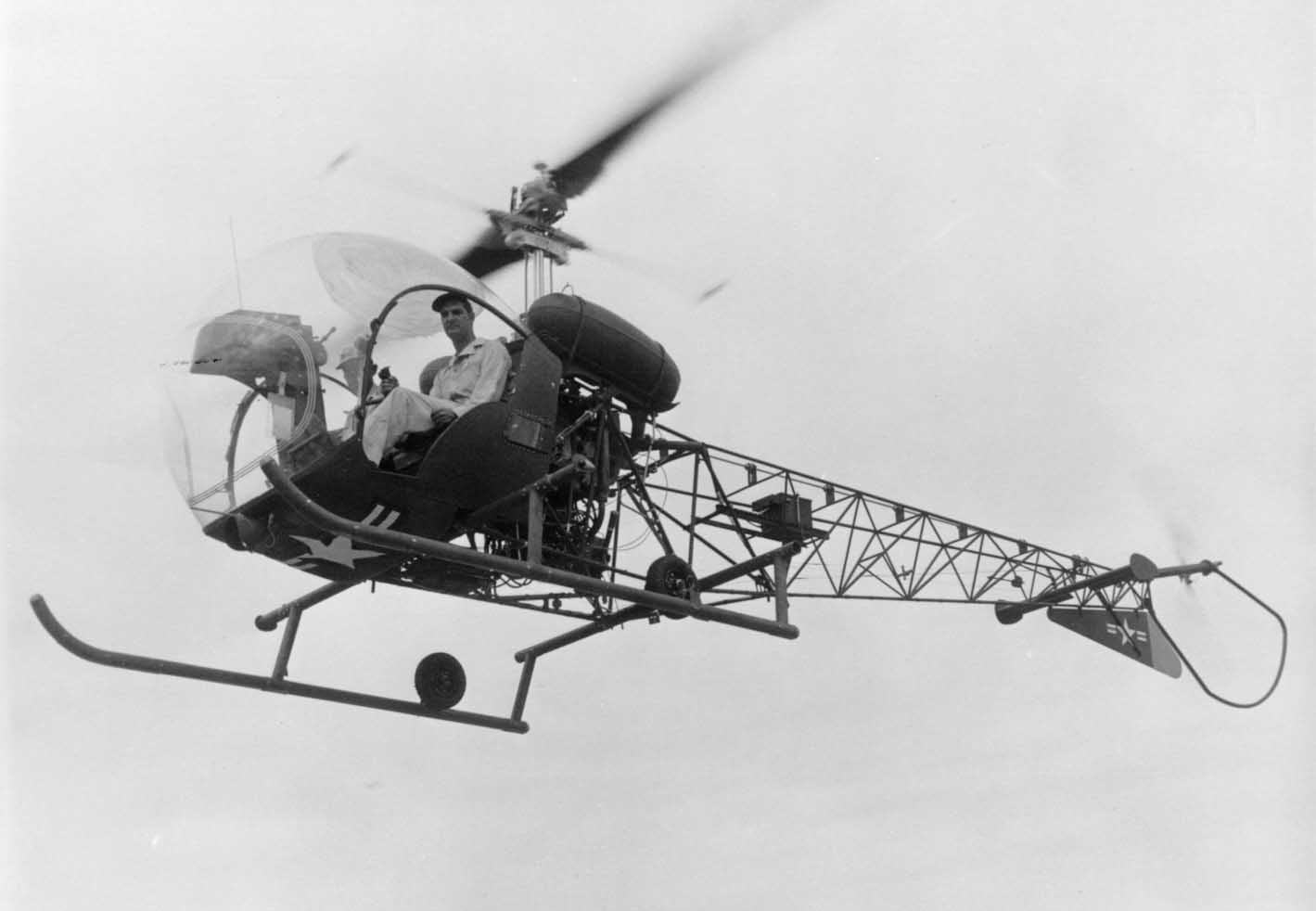
Bell 47, der erste Hubschrauber mit ziviler Zulassung in den USA
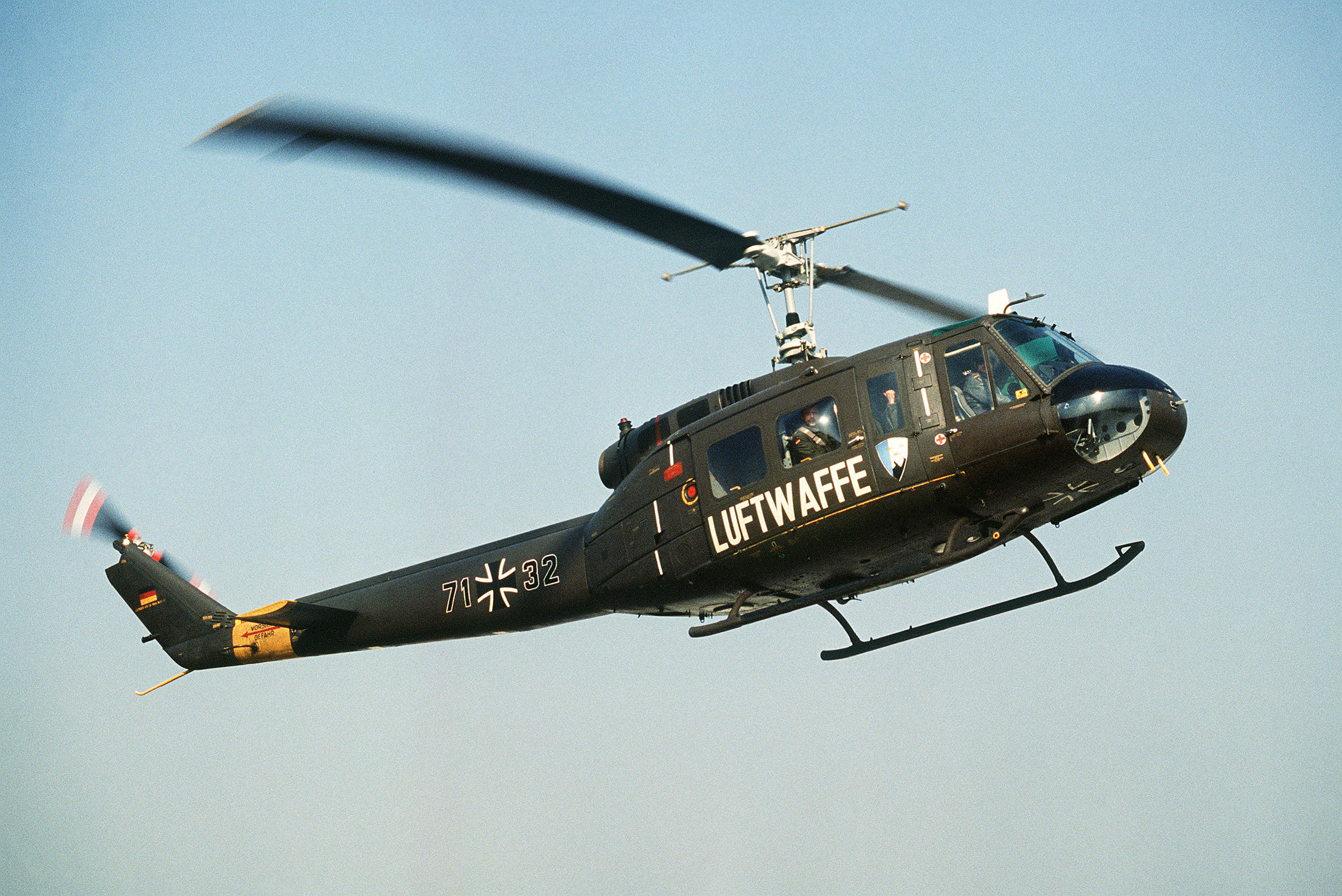
Bell UH1-D/Bell 204, meistgebaute Hubschrauberfamilie
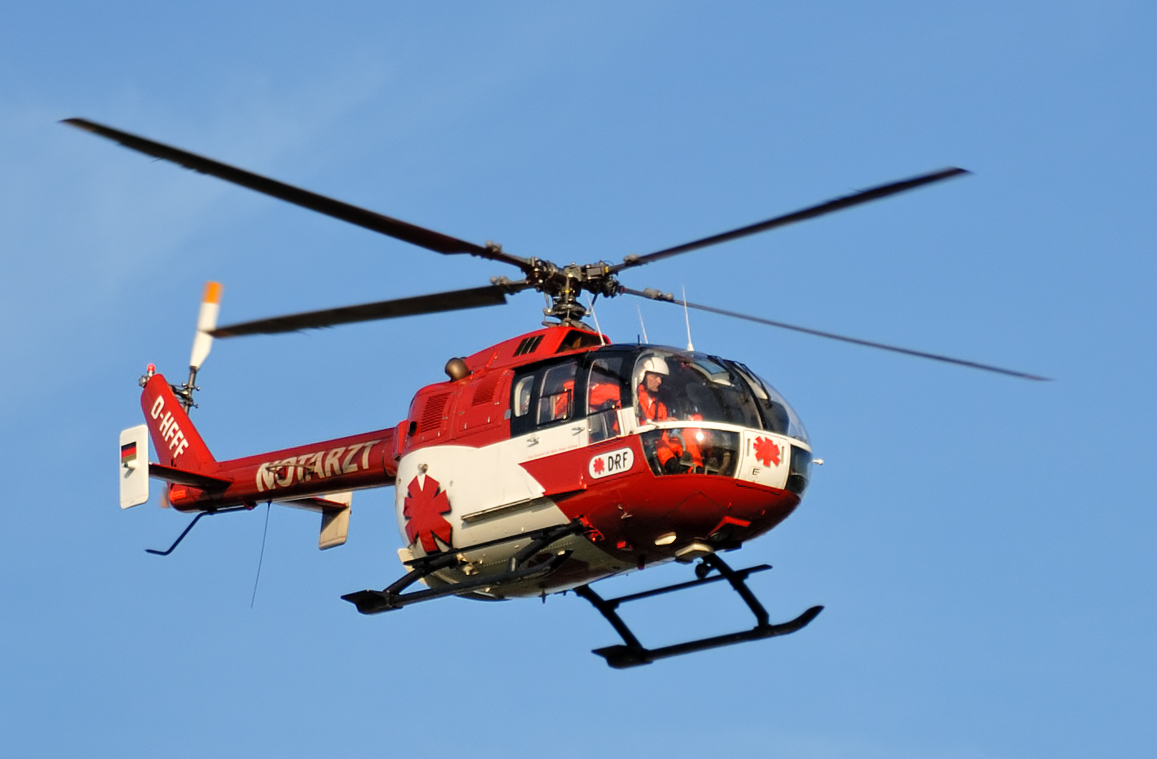
BO 105 CBS-5, erster Hubschrauber mit einem gelenklosen Rotorkopf

### 21. Jahrhundert
Im August 2008 bewies der Sikorsky X2 im Erstflug die Tauglichkeit des mit neuesten Verfahren optimierten Koaxialrotors in Kombination mit einem Schubpropeller – dem Prinzip der früheren Tragschrauber. Zwei Jahre später erreichte er mit 250 Knoten True Airspeed (463 km/h) das Entwicklungsziel und überbot damit den bisherigen Geschwindigkeitsrekord um 15 %. Auch andere Hersteller erprobten ähnliche neue Hochgeschwindigkeits-Muster, so Eurocopter den X³ und Kamow den Ka-92.
Im Oktober 2011 fand mit dem Volocopter der weltweit erste bemannte Flug mit einem rein elektrisch angetriebenen Hubschrauber statt.
2011/2012/2013 verbesserten verschiedene Teams in den USA mit 3 Prototypen (Gamera (I), Gamera II und AeroVelo Atlas) von Muskelkraft-Quadrocoptern für eine Person, indoors die Leistungen. Zuletzt wurde mit Atlas 64 Sekunden Flugdauer, 3,3 m maximale Flughöhe und weniger als 10 m Abdrift erreicht und damit der Sikorsky-Preis gewonnen.

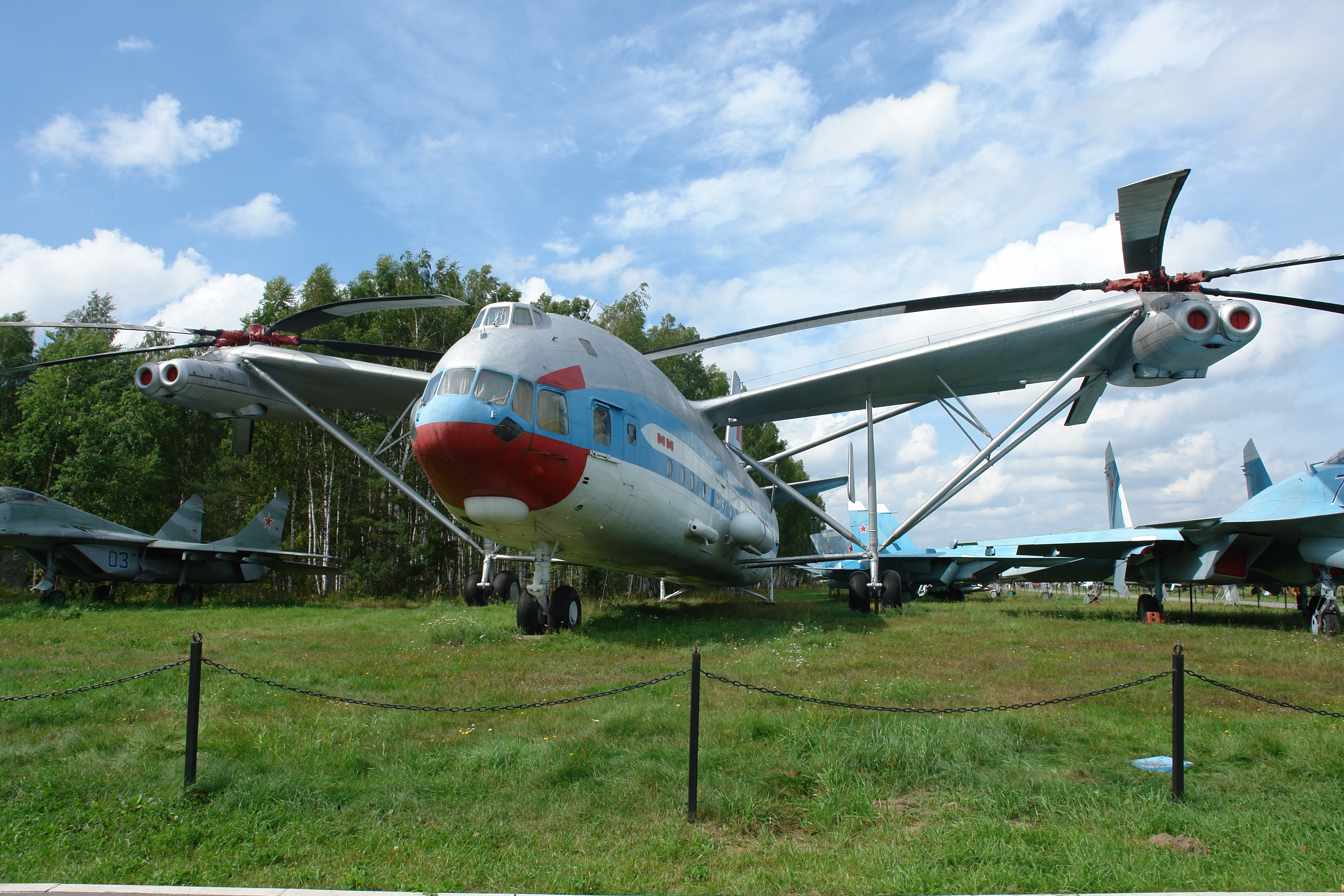
Mil Mi-12, größter Hubschrauber der Welt
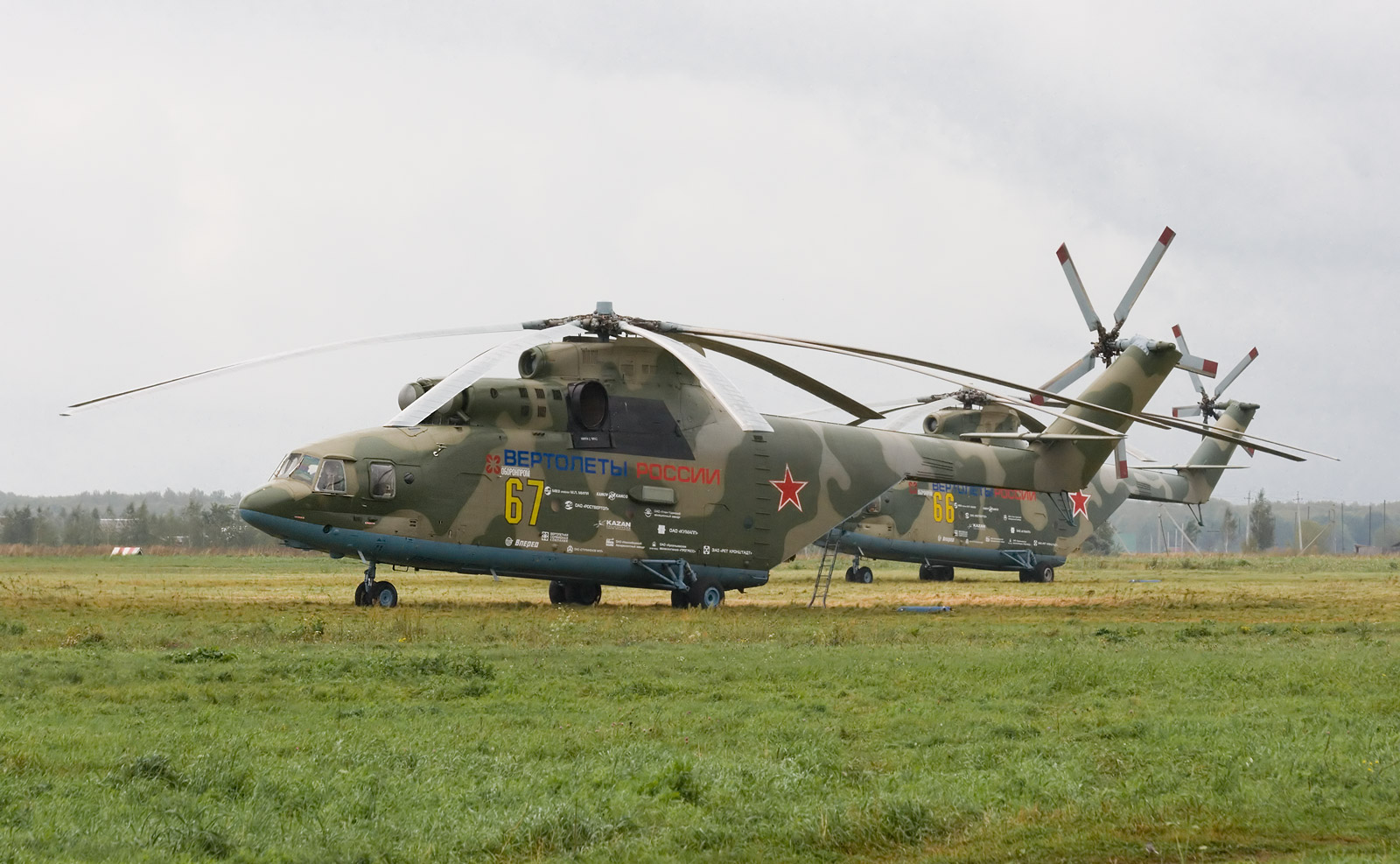
Mil Mi-26, größter in Serie gebauter Hubschrauber
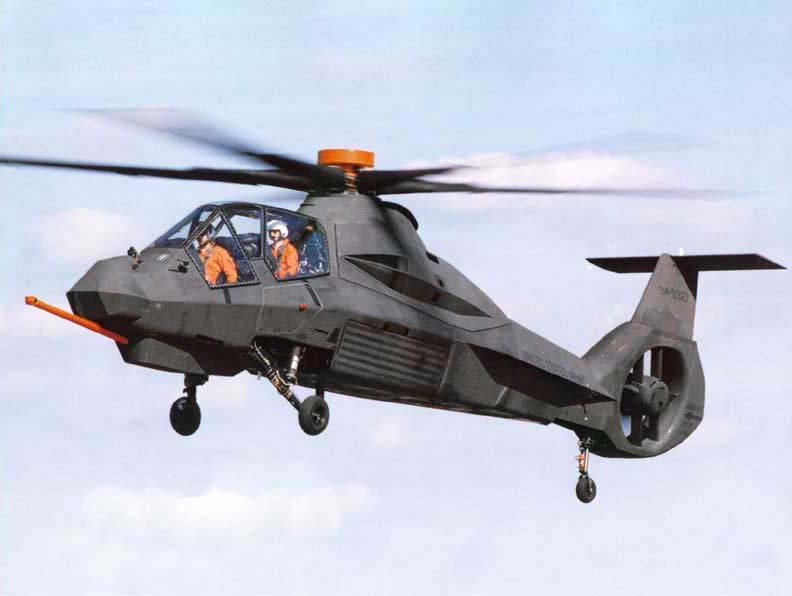
Boeing-Sikorsky RAH-66 „Comanche“, Prototyp des Kampfhubschraubers mit Tarnkappentechnik
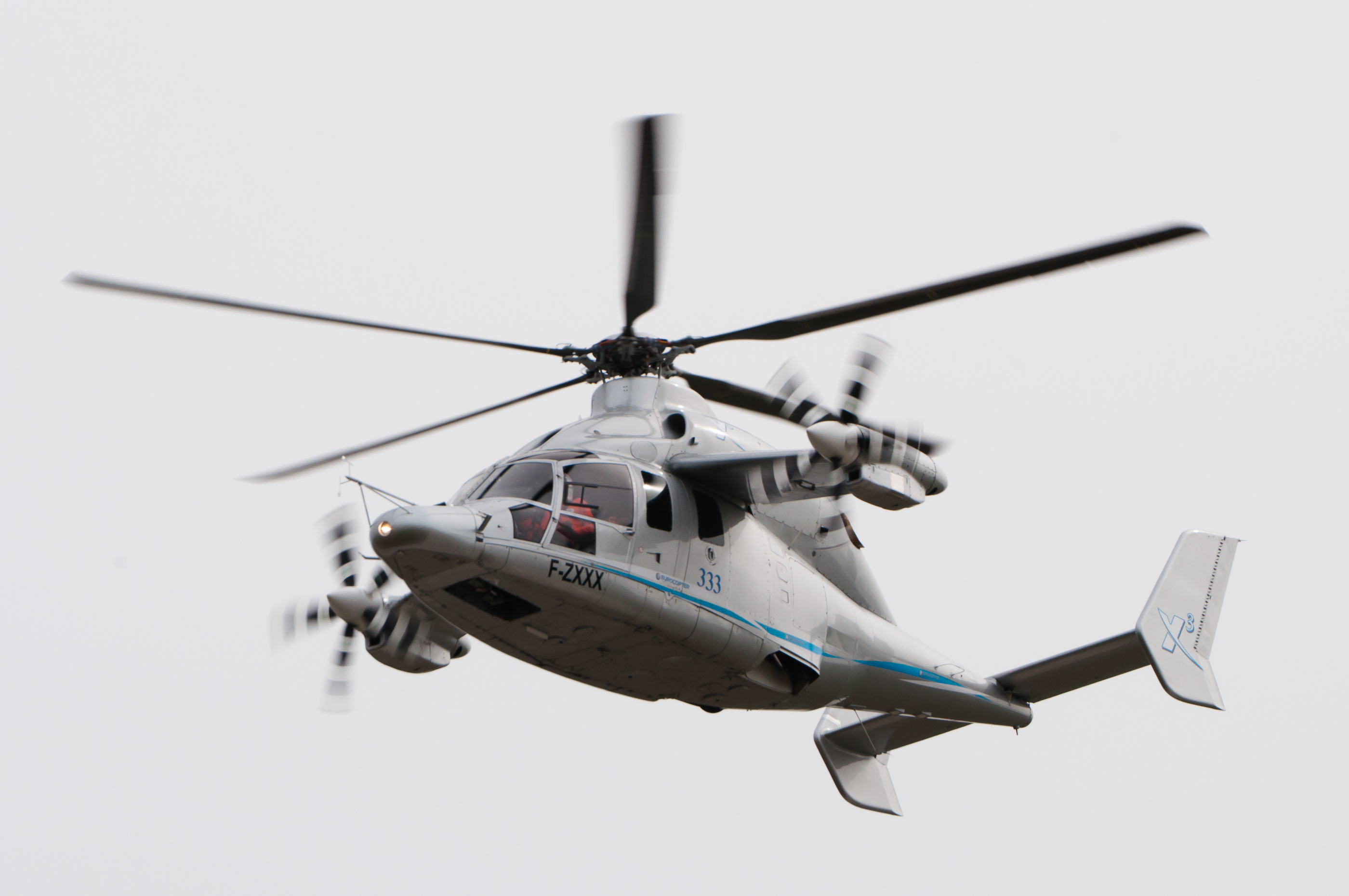
Eurocopter X3, Hochgeschwindigkeits-Hubschrauber, ILA 2012 (Weltrekord)

## Antrieb
Für den Antrieb der Rotorblätter sind zwei Hauptbauteile notwendig. Der Motor und das Hauptgetriebe. Der Motor stellt die mechanische Leistung zur Verfügung und das Getriebe sorgt für die Drehzahlanpassung.

### Kraftmaschine (Motor)
Für den Antrieb von Hubschraubern können alle heute bekannten und gängigen Kraftmaschinen verwendet werden.
Kolbenmotor: Der Kolbenmotor war zu den Anfängen der Hubschrauberentwicklung weit verbreitet. Einer der bekanntesten Hubschrauber mit Kolbenmotor ist der Sikorsky S-58. Aber auch heute stellt der Kolbenmotor einen robusten und günstigen Antrieb in kleinen Hubschraubern dar. Zu den bekanntesten zählen heute der Robinson R22 und Robinson R44.
Wellenturbine: Am verbreitetsten ist heute die Wellenturbine. Das Prinzip ist dem einer Turbine für Strahl- oder Turboprop-Flugzeuge ähnlich. Größter Unterschied ist, dass es in den meisten Fällen keine mechanisch starre Verbindung zwischen Turbine und Rotoren gibt, wie bei einer Turboprop-Freilaufturbine. Man bezeichnet diese auch als 2-Wellen-Turbine.
Blattspitzenantrieb (wird weiter unten beschrieben).
Elektromotor: Der Elektromotor ist eine Sonderform beim Antrieb von Hubschraubern, welcher in erster Linie bei ferngesteuerten Modellen und unbemannten Drohnen seine Anwendung findet.

### (Haupt-)Getriebe
Das Hauptgetriebe hat die Aufgabe das zugeführte Drehmoment der Kraftmaschine auf die Drehzahlen des Haupt- und Heckrotors zu übersetzen. Während die Drehzahl der Kraftmaschine zwischen ca. 2000/min bei Kolbentriebwerken und 6000/min bei Turbinen liegt, beträgt die Hauptrotordrehzahl selten über 300/min.
Bei Hubschraubern mit Kolbenantrieb hat das Getriebe zusätzlich die Aufgabe den Motor mittels Kupplung von den Rotorblättern mechanisch zu trennen. Als Kupplung kommt entweder eine durchschaltbare Strömungskupplung oder in kleinen Hubschraubern eine Reibkupplung über Riementrieb zum Einsatz.

## Funktion

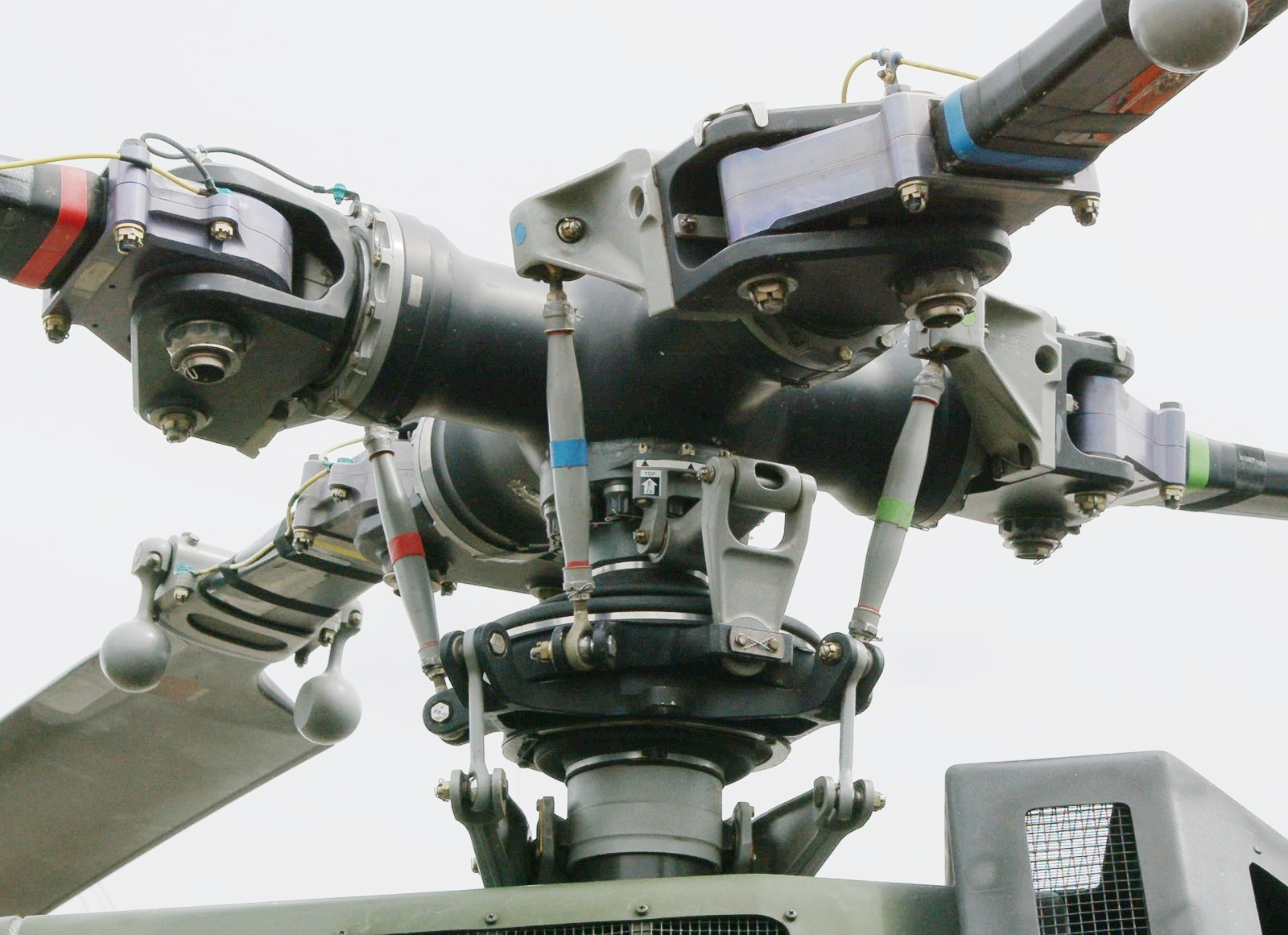
Starrer Rotorkopf einer Bo 105

Die rotierenden Rotorblätter erzeugen durch die anströmende Luft einen dynamischen Auftrieb. Wie bei den starren Tragflächen eines Flugzeugs ist dieser u. a. abhängig von ihrem Profil, dem Anstellwinkel und der (über die Blattlänge nicht konstanten) Anströmgeschwindigkeit der Luft, siehe Hauptrotor.
Wenn ein Hubschrauber sich vorwärts bewegt, ändert sich die Anströmgeschwindigkeit, da sich Umlauf- und Fluggeschwindigkeit des nach vorne bewegten Blattes addieren. Beim zurücklaufenden Blatt subtrahieren sie sich, siehe auch die Skizze weiter unten.
Durch die Aerodynamik der Rotorblätter entstehen beim Flug asymmetrische Kräfte auf die jeweils nach vorne und nach hinten bewegten Blätter, die bei älteren Modellen durch Schlag- und Schwenkgelenke an der Befestigung, dem Rotorkopf, aufgefangen werden mussten. Neuere Konstruktionen kommen ohne diese Gelenke aus. Rotorkopf und -blätter bestehen bei diesen neueren Modellen aus einem Verbund von Materialien unterschiedlicher Elastizität (Elastomeren sowie hochfesten und leichten Metallen wie Titan), die die in Größe und Richtung sich ständig ändernden dynamischen Kräfte bewältigen können, ohne dass die Bauteile hierdurch Schaden nehmen. Ein solcher gelenkloser Rotorkopf wurde erstmals bei der Bölkow Bo 105 durch Blätter aus glasfaserverstärktem Kunststoff und einem massiven Rotorkopf aus Titan im Verbund mit Elastomeren realisiert. Beim Eurocopter EC 135 wurde dieser zum lagerlosen Rotorkopf weiterentwickelt, der sich bei den meisten Modellen durchgesetzt hat.

### Blattverstellung
Die zyklische (auch rotationsperiodische) Blattverstellung – allgemein auch Blattsteuerung genannt – dient der Steuerung der Horizontalbewegung des Hubschraubers, die eine Neigung der Hauptrotor-Ebene erfordert. Zum Einleiten oder Beenden von Vorwärts-, Rückwärts- oder Seitwärtsflug werden die Einstellwinkel der Blätter während des Umlaufs des Rotors (zyklisch) verändert. Dies führt zu einer zyklischen Schlagbewegung der Blätter, sodass ihre Blattspitzen auf einer Ebene umlaufen, die sich in der beabsichtigten Richtung neigt. Der Auftrieb bleibt auf dem gesamten Umlauf konstant. Dementsprechend steht der Rotorschub, der den Hubschrauber trägt und vorwärtsbringt, im rechten Winkel zur Blattspitzenebene. Die im Schwebeflug rein senkrecht hebende Kraft erhält durch diese Neigung nun einen nach vorne treibenden Schub. Aufgrund des Rumpfwiderstandes neigt sich der gesamte Hubschrauber und damit auch seine Rotorwelle ebenfalls in Flugrichtung.
Wenn der Schwerpunkt des Hubschraubers (bei geeigneter Beladung) in Verlängerung der Rotorwelle liegt, geht der Schub bei jeder gleichbleibenden Fahrt durch den Schwerpunkt. Die Blattspitzenebene befindet sich dann im rechten Winkel zur Rotorwelle, und Schlagbewegungen finden nicht statt. Sie gibt es nur bei anderen Schwerpunktlagen oder wenn die Fluggeschwindigkeit geändert werden soll.
Mit der kollektiven Blattverstellung (Pitch) verändert der Pilot den Anstellwinkel aller Rotorblätter gleichmäßig, was zum Steigen oder Sinken des Hubschraubers führt. Einfache Konstruktionen, etwa bei verschiedenen Elektroantrieben in Modellhubschraubern, ersetzen diese Steuerung durch eine Drehzahländerung. Nachteilig ist dabei die längere Reaktionszeit durch die Massenträgheit des Hauptrotors. Bei einem realen Hubschrauber sowie Modellhubschraubern mit kollektiver Blattverstellung ist die Rotordrehzahl im Flug konstant.
Die Rotorblätter werden meist mit einer Taumelscheibe angesteuert. Deren unterer, feststehender Teil wird vom Piloten mit Hilfe des kollektiven Verstellhebels nach oben oder unten verschoben. Mit dem zyklischen Steuerknüppel kann dieser wiederum in jede Richtung geneigt werden. Der obere (sich mit dem Rotor drehende) Teil der Taumelscheibe überträgt über Stoßstangen und Hebel an den Blattwurzeln den gewünschten Einstellwinkel auf die Rotorblätter.

### Rotorvarianten und Giermomentausgleich
Man unterscheidet Einrotorsysteme, Doppelrotoren, Dreifachrotoren und Maschinen mit vier (Quadrocopter) oder mehr Rotoren. Mit Ausnahme des Blattspitzenantriebs werden die Rotoren dabei stets durch einen Motor im Rumpf angetrieben. Dadurch entsteht an der Rotorachse ein Gegendrehmoment (Giermoment), das bei einem einzelnen Rotor eine gegenläufige Drehung des Rumpfes erzeugen würde. Um dieses zu kompensieren, werden verschiedene Konstruktionen benutzt:
Einrotorsystem
Erzeugung eines seitlichen Gegenschubs durch einen Heckrotor, auch gekapselt als Mantelpropeller beim Fenestron, oder durch Schubdüsen beim NO-TAil-Rotor-(NOTAR)-System

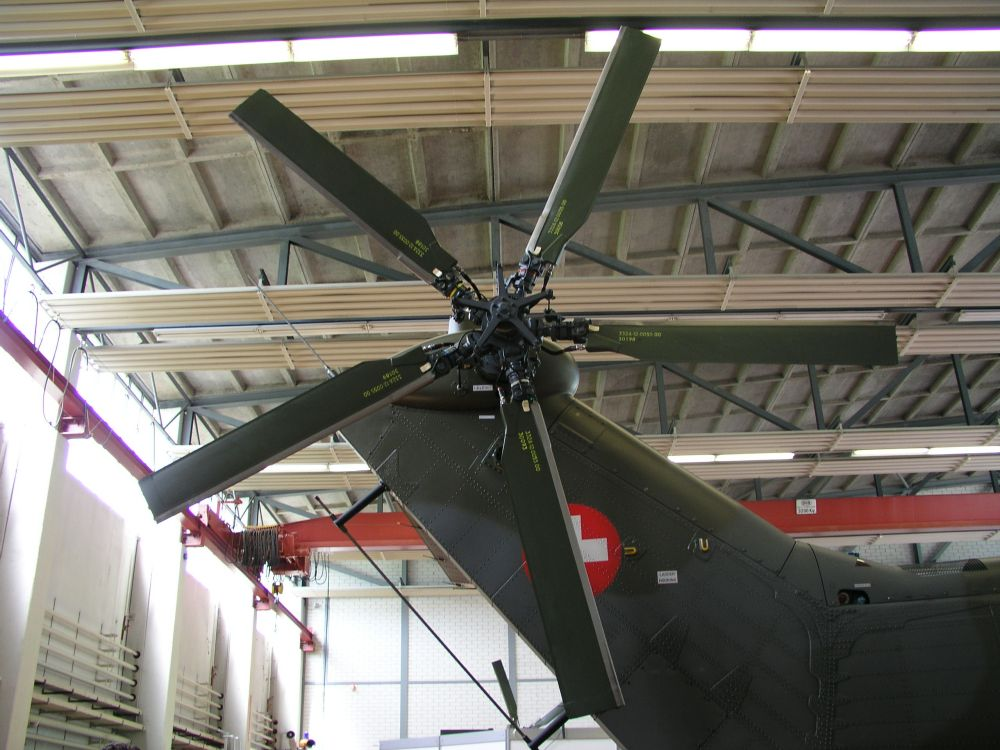
Heckrotor eines Super Pumas
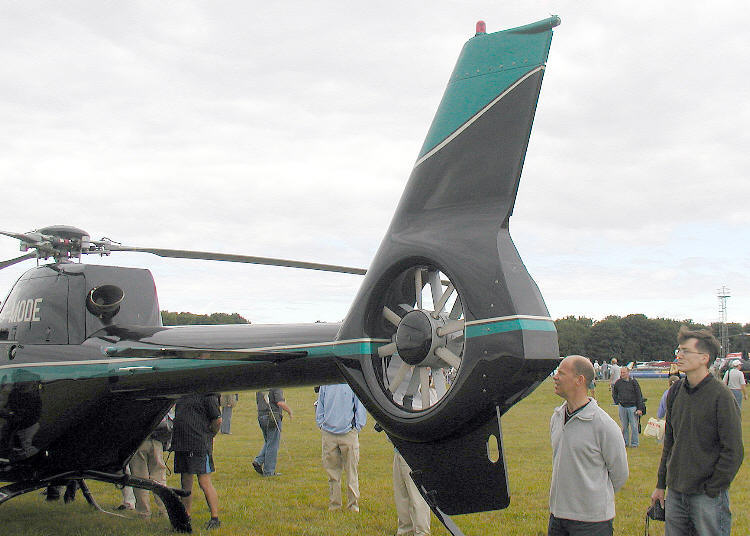
Fenestron an einem EC 120

Doppelrotorsysteme
Zwei gegenläufige Hauptrotoren, deren Giermomente sich ausgleichen – durch Anordnung übereinander auf derselben Achse (Koaxialrotor), hintereinander (Tandem-Konfiguration) oder nebeneinander (transversal). Eine weitere Variante sind die ineinandergreifenden Rotoren mit nahe zusammenliegenden, zueinander schräggestellten Drehachsen beim Flettner-Doppelrotor. Beim Sikorsky X2 ermöglicht die Koaxialbauweise auch höhere Geschwindigkeiten in Kombination mit einem Schubpropeller, wie er erstmals 1947 beim Fairey Gyrodyne verwendet wurde.

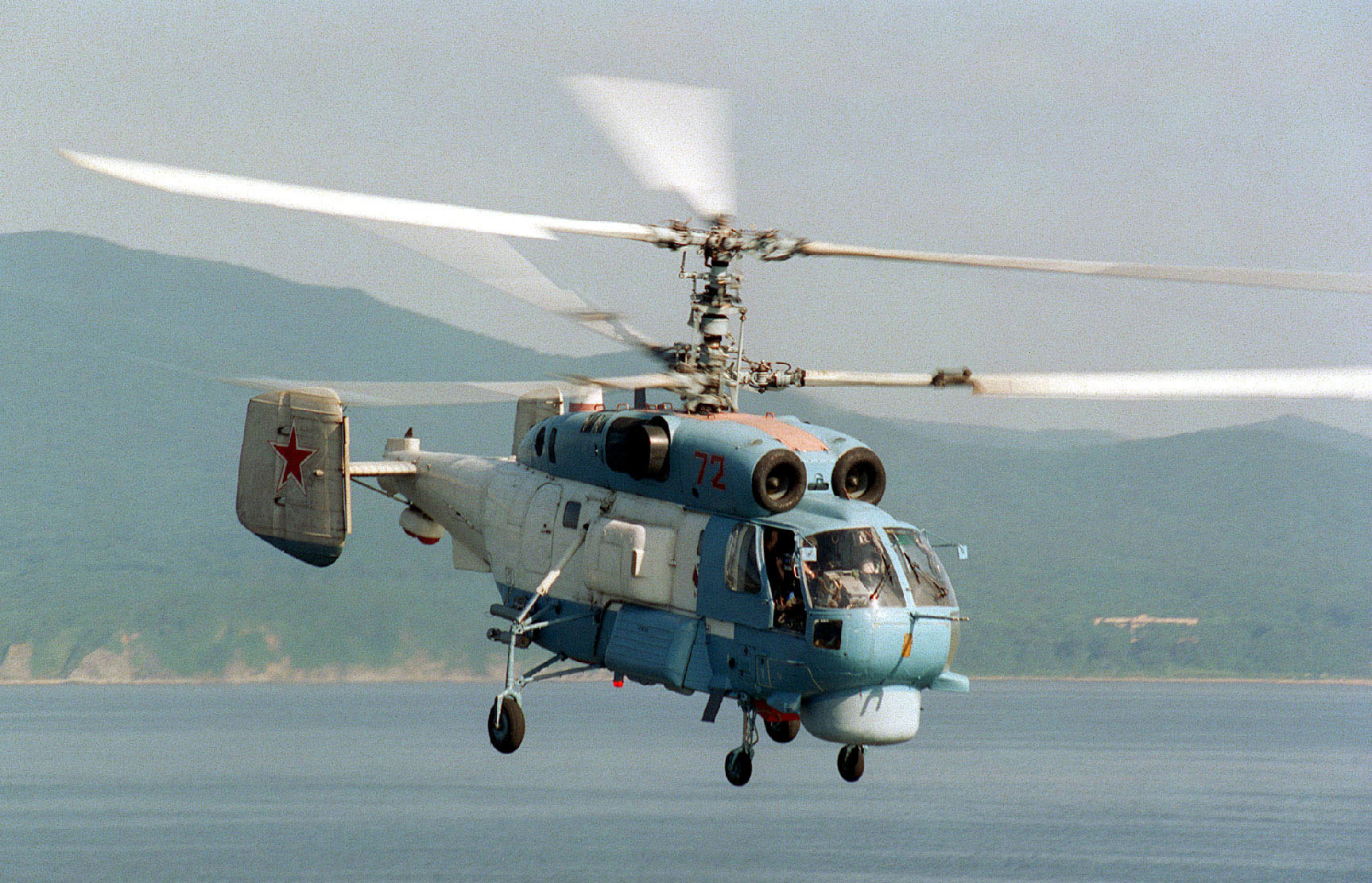
Koaxialhubschrauber KA-27 der russischen Marine
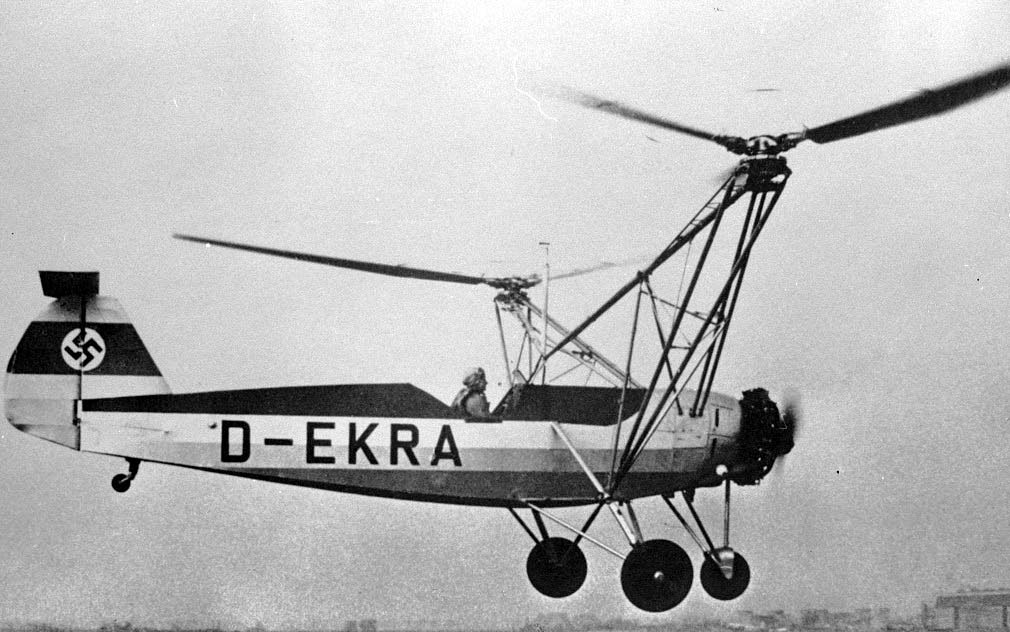
Transversal-Konfiguration des Focke-Wulf Fw 61
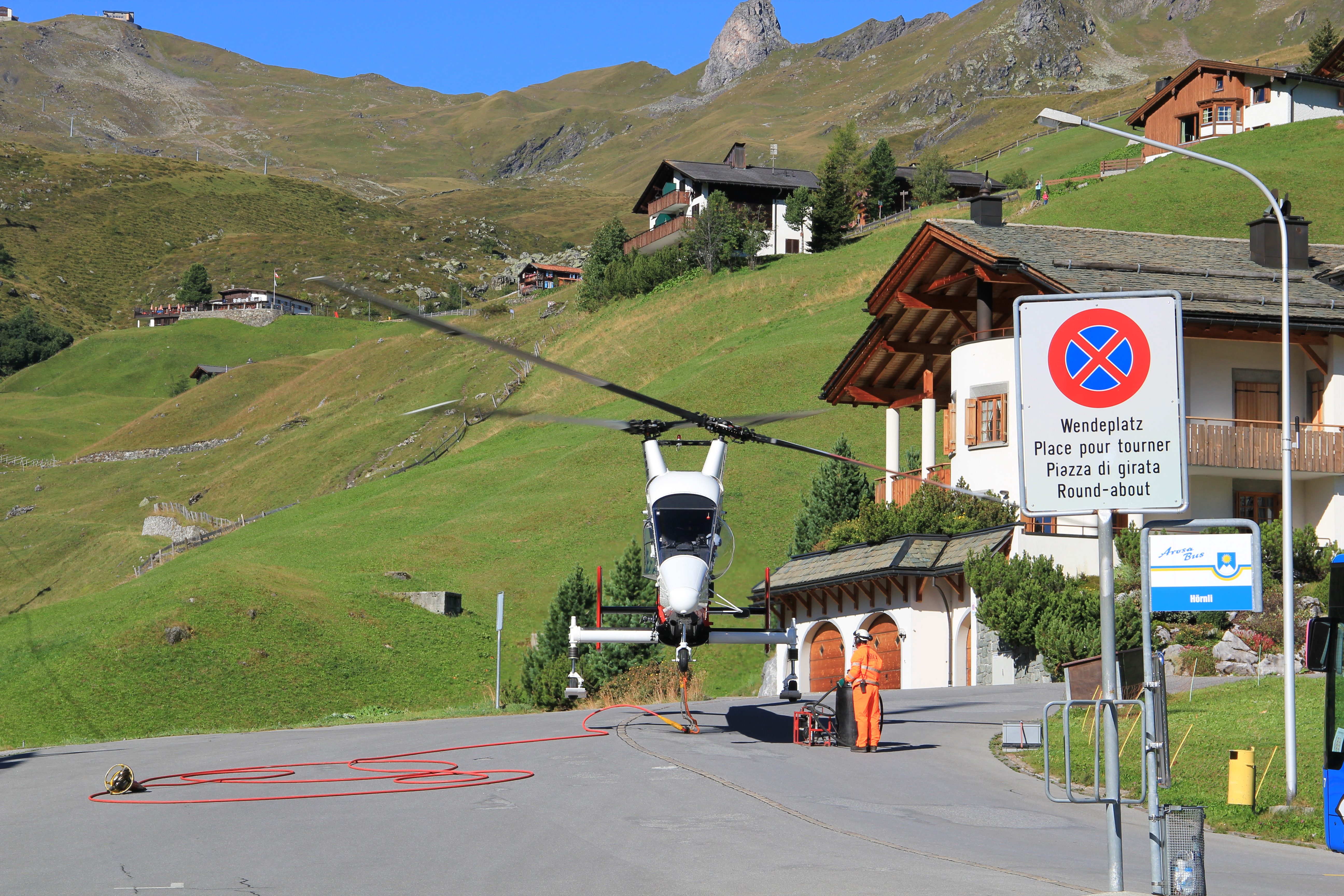
Kaman K-1200 K-Max mit gegenläufigem Flettner-Doppelrotor von vorn
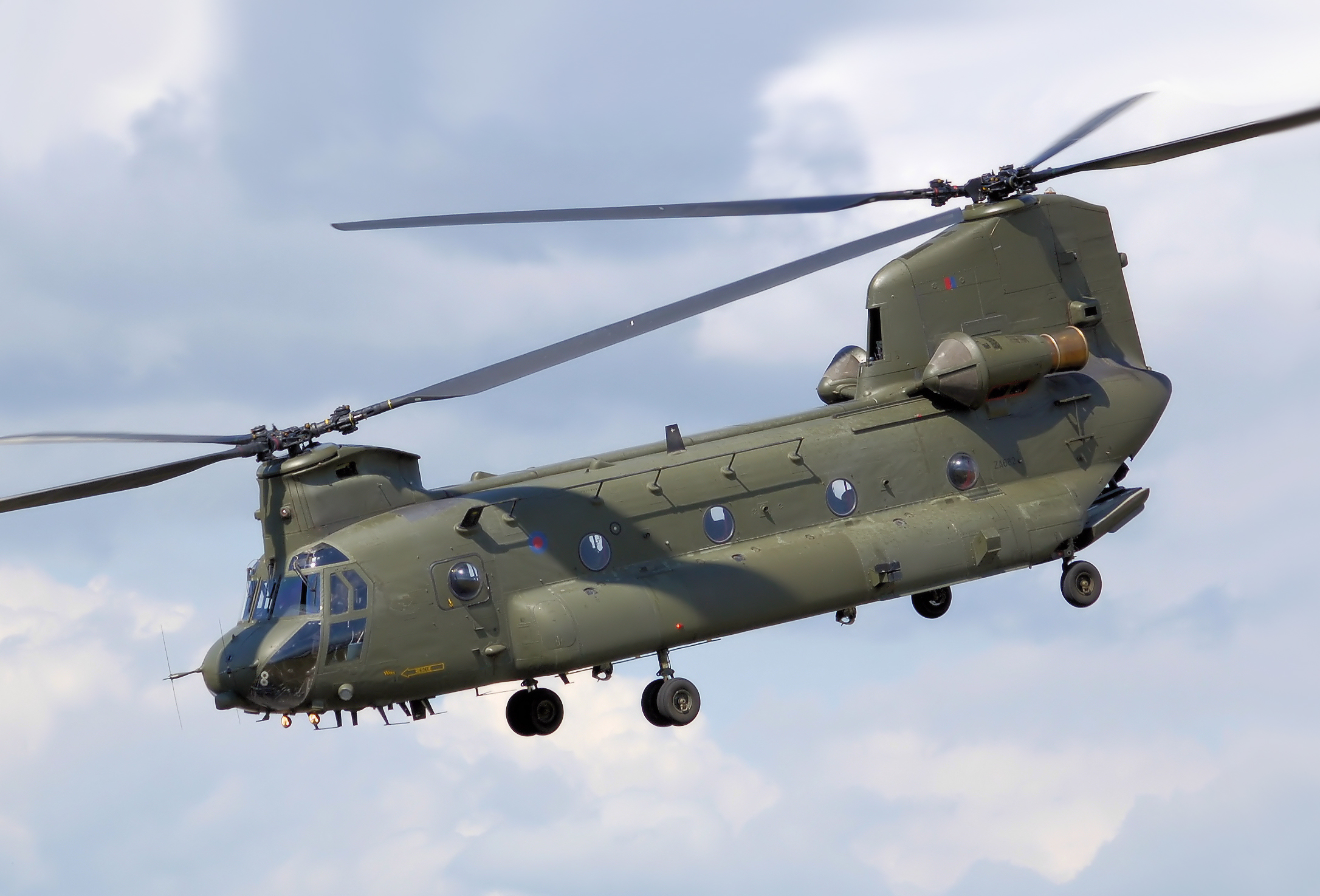
Chinook der Royal Air Force mit Doppelrotor in Tandemkonfiguration

Dreifachrotorsysteme
Nur selten (Cierva W.11), in der Planung (Mil Mi-32) oder im Modellbau (Tribelle, Tricopter) traten Dreifachrotoren auf, bei denen das Drehmoment durch leichtes Kippen der Rotorhochachsen oder auch durch Schwenkbarkeit eines der Rotoren ausgeglichen wird.

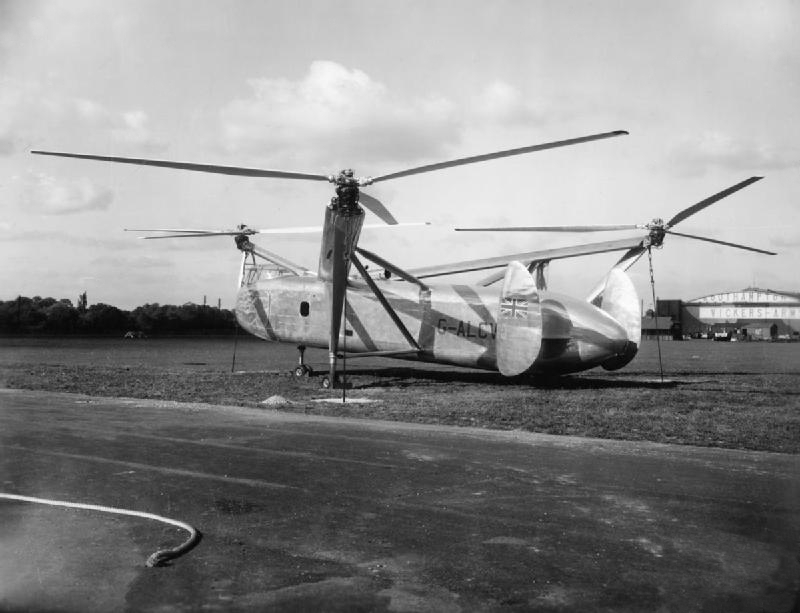
Cierva W.11 mit drei Hauptrotoren

Quadro- und Multicopter
Der Quadrocopter verwendet vier Rotoren in einer Ebene und erlaubt allein durch verknüpfte Verstellung von Pitch oder Drehzahl eine Steuerung um alle drei Achsen. Üblich ist quadratische Anordnung, nötig ist gegenläufiger Drehsinn benachbarter Rotoren. Auf Basis dieser Technologie werden auch Muster mit sechs, acht, zwölf oder mehr (z. B. Volocopter mit 16 bzw. 18) Rotoren eingesetzt.

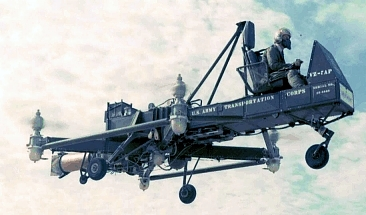
Die als Quadrocopter ausgelegte Curtiss-Wright VZ-7
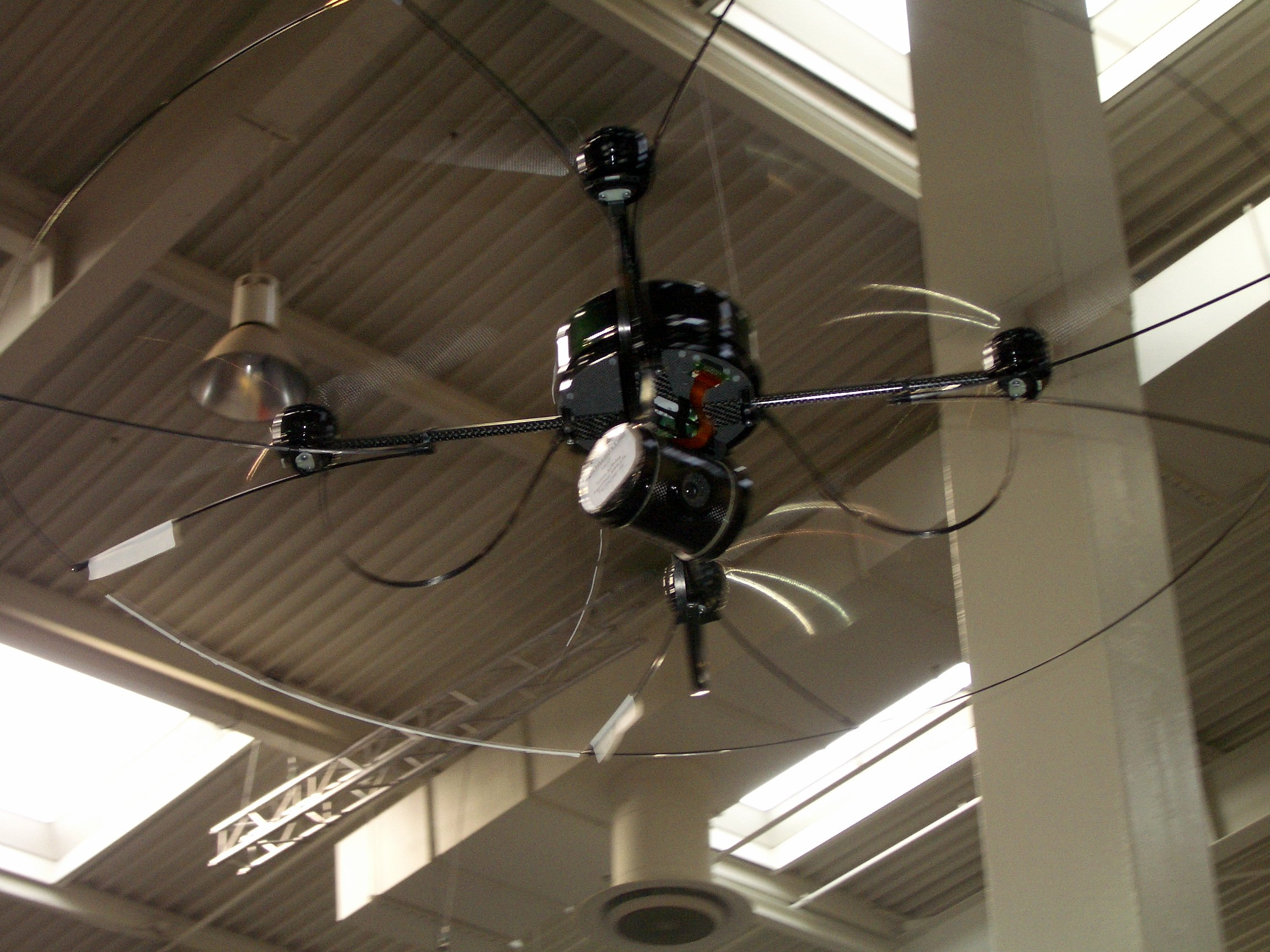
Der AirRobot AR 100-B

Blattspitzenantrieb
Beim Blattspitzenantrieb wird der Rotor durch Rückstoß eines Propellers oder Gasstrahls angetrieben, sodass kein Gegendrehmoment auf den Rumpf wirkt.
Ein System mit zwei Rotoren ist zwar technisch die effizientere Konstruktion, da alle Rotoren zum Auf- und Vortrieb genutzt werden, während der Heckrotor im Schwebeflug etwa 15 % der Gesamtleistung kostet. In der Praxis hat sich jedoch weitgehend das Einrotorsystem mit einem Heckrotor durchgesetzt. Ökonomisch schlagen hier die niedrigeren Bau- und Wartungskosten bei nur je einem Rotorkopf und Getriebe ins Gewicht, da diese die beiden aufwendigsten und empfindlichsten Baugruppen eines Hubschraubers sind.
Heckrotoren gibt es in Ausführungen mit zwei bis fünf Blättern. Um den Lärm zu verringern, werden teils vierblättrige Rotoren in X-Form eingesetzt. Eine besonders leise Variante ist der Fenestron, ein ummantelter Propeller im Heckausleger mit bis zu 18 Blättern.
Meist wird der Heckrotor aus dem Hauptgetriebe über Wellen und Umlenkgetriebe angetrieben, sodass seine Drehzahl stets proportional zu der des Hauptrotors ist. Der Schub zur Steuerung um die Gierachse wird hierbei vom Piloten mit den Pedalen über den Einstellwinkel der Heckrotorblätter analog der kollektiven Verstellung des Hauptrotors geregelt.
Während des Reiseflugs wird bei vielen Konstruktionen der Heckrotor dadurch entlastet, dass ein Seitenleitwerk das Giermoment weitgehend kompensiert. Dies wird meist durch Endscheiben an der horizontalen Dämpfungsfläche realisiert, die zur Rumpflängsachse schräg gestellt sind, bei einer einzelnen Seitenflosse in der Regel zusätzlich durch ein asymmetrisches Profil.

### Notsteuerung und Autorotation
Sollte der Antrieb ausfallen, können Hubschrauber dennoch unbeschadet landen. Dazu muss der Pilot in einen steilen Sinkflug übergehen, wobei der freilaufende Rotor durch die nun von unten nach oben anströmende Luft in Drehung gehalten bzw. möglichst beschleunigt wird, um den Drehimpuls zu erhalten oder zu erhöhen. Diese daraus resultierende Autorotation wie beim Tragschrauber liefert den die Sinkgeschwindigkeit limitierenden Auftrieb und unterstützt den Helikopter beim Halten in aufrechter Position. Ein Giermomentausgleich ist dabei nicht notwendig, da nur das geringe Moment aus der Lagerreibung (im Hauptrotorkopf, Getriebe und Antrieb) auszugleichen wäre, das aber bis zur Landung nicht zu einem kritischen Anstieg der Gierrate führt. Eine solche Landung ist daher auch beim Ausfall des Heckrotors möglich, z. B. bei Bruch der Antriebswelle für den Heckrotor, des Winkelgetriebes zum Heckrotor oder gar des ganzen Heckauslegers.
Kritischer ist hingegen das Erreichen eines geeigneten Platzes für diese Notlandung.
Kurz vor dem Erreichen des Bodens wird der kollektive Einstellwinkel (Anstellwinkel) von leicht negativ auf positiv vergrößert, um den Auftrieb deutlich zu erhöhen. Damit wird das Sinken mit dem Ziel eines halbwegs sanften und für Technik und Besatzung sicheren Aufsetzens abgebremst und die Rotordrehung verringert sich. Der Drehimpuls des Rotors nimmt dabei ab, seine Energie wird aufgezehrt, es gibt daher nur einen Versuch für dieses heikle Manöver. Der Verlust der Steuerung um die Hochachse und die Notwendigkeit, den richtigen Moment genau zu treffen, macht dieses Manöver jedoch stets riskant.
Für die Notlandung bedarf es einer Mindesthöhe über Grund, da beim Ausfall des Hauptantriebes ein Durchsacken unvermeidlich ist und auch Zeit benötigt wird, um in die neue Fluglage überzuleiten.
Das Notlanden mit Autorotation muss von Piloten regelmäßig geübt werden.

### Steuerung

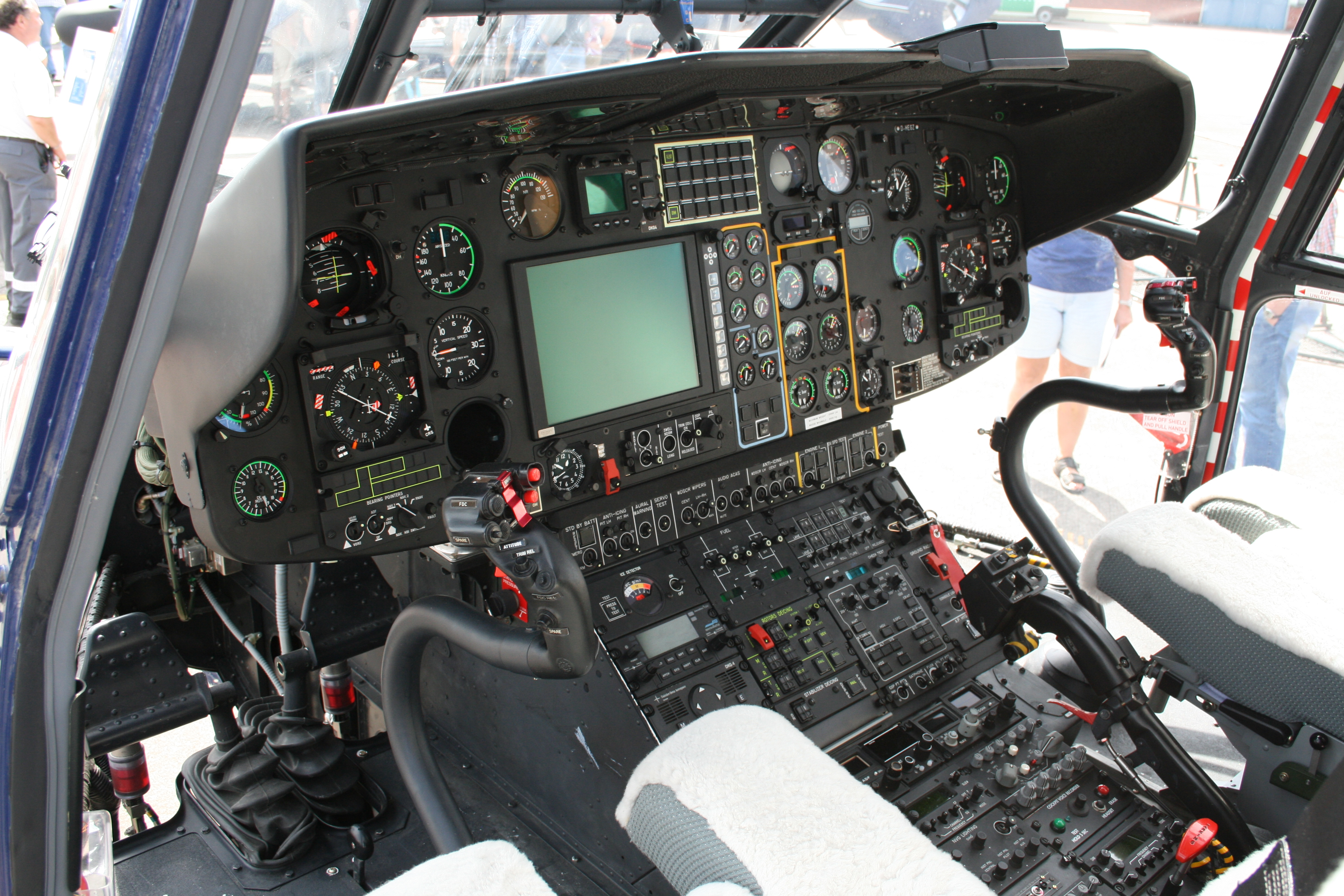
Cockpit eines AS 332 L1 „Super Puma“ der deutschen Bundespolizei

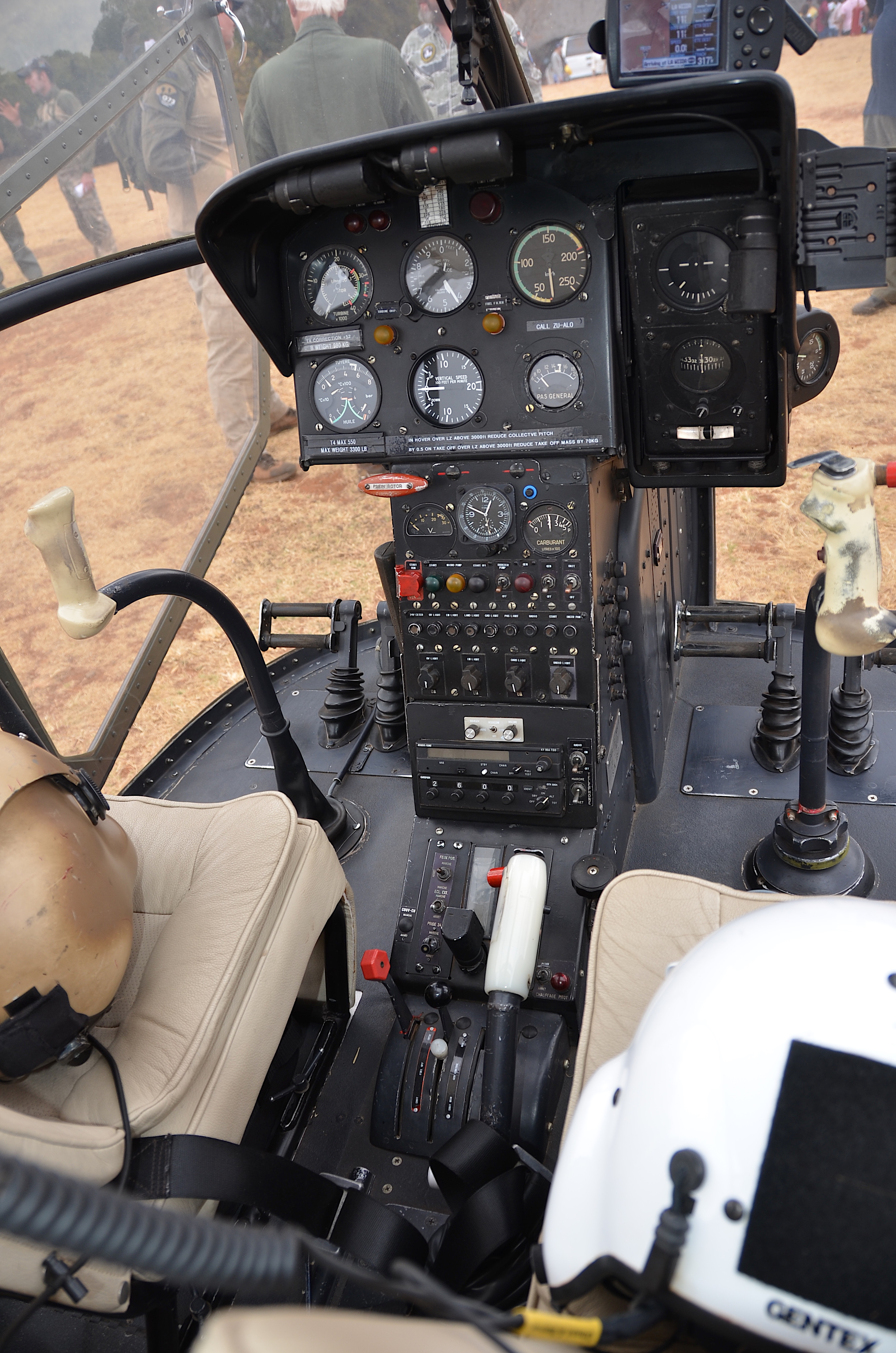
Cockpit der Sud Aviation SE.3130 Alouette II ZU-ALO in Südafrika. Zu sehen die Pedale für die Links-Rechts-Steuerung

Ein Hubschrauber ist ein nicht eigenstabiles Luftfahrzeug – er hat vor allem im Schwebeflug und langsamen Flug stets die Tendenz, seine Fluglage zu verlassen und in die eine oder andere Richtung zu schieben, sich zu neigen oder zu drehen. Dies ist u. a. darin begründet, dass der Neutralpunkt über dem Rumpf und damit über dem Schwerpunkt liegt. Der Pilot muss diese Bewegungen durch kontinuierliche, entgegenwirkende Steuereingaben abfangen. Bei einer Fluggeschwindigkeit oberhalb von ca. 100 km/h verhält sich ein Hubschrauber ähnlich wie ein Tragflächenflugzeug und ist entsprechend einfach zu steuern.
Besondere Gefahren beinhaltet die Landung, da bei einem Motorausfall in zu geringer Höhe nicht genug Reserven vorhanden sind, in Autorotation überzugehen. Bei der Bodenberührung kann die sogenannte Bodenresonanz auftreten, die sehr schnell zur Zerstörung des Hubschraubers führen kann.
Anders als im Starrflügel-Flugzeug sitzt der Pilot eines Hubschraubers in der Regel auf der rechten Seite. Zur Steuerung benötigt er beide Hände und Füße:
- Mit der linken Hand kontrolliert er über einen Hebel die kollektive Blattverstellung (englisch Pitch). Dabei wird die Taumelscheibe gerade über die Rotorachse nach oben bzw. unten geschoben und so der Anstellwinkel aller Rotorblätter des Hauptrotors in gleichem Maße geändert und damit der Auftrieb des Rotors erhöht oder vermindert. Dadurch steigt bzw. sinkt der Hubschrauber. Um bei Vergrößerung des Anstellwinkels der Hauptrotorblätter den Abfall der Rotordrehzahl durch die daraus resultierende Erhöhung des Luftwiderstandes zu verhindern, wird über diesen Hebel auch die Motor- bzw. Turbinenleistung erhöht. Das erfolgt entweder manuell mit einem Drehgriff am Hebel oder automatisch. Durch die Änderung der Motor- bzw. Turbinenleistung wird auch das erzeugte Drehmoment geändert, was ein Gegensteuern über den Heckrotor erforderlich macht.
- Mit der rechten Hand kontrolliert der Pilot über den Steuerknüppel (englisch Cyclic) (im obigen Foto der S-förmig gebogene Knüppel mittig vor dem Pilotensitz) die zyklische Blattverstellung. Dadurch wird die Taumelscheibe geneigt und die Rotorebene entsprechend geändert und so die Bewegung des Hubschraubers um die Längs- (Rollen nach links oder rechts) und Querachse (Nicken nach vorne oder hinten) eingeleitet. Die mit dem Steuerknüppel über die Taumelscheibe an den Rotorkopf gegebenen Steuerbefehle ermöglichen auch Kombinationen von Nick- und Rollbewegungen.
- Am Cockpitboden befinden sich zwei Pedale, mit denen der Anstellwinkel des Heckrotors und damit die Bewegung des Hubschraubers um die Gierachse (Hochachse), also die Drehung nach rechts bzw. links, gesteuert wird.

### Flugleistungen

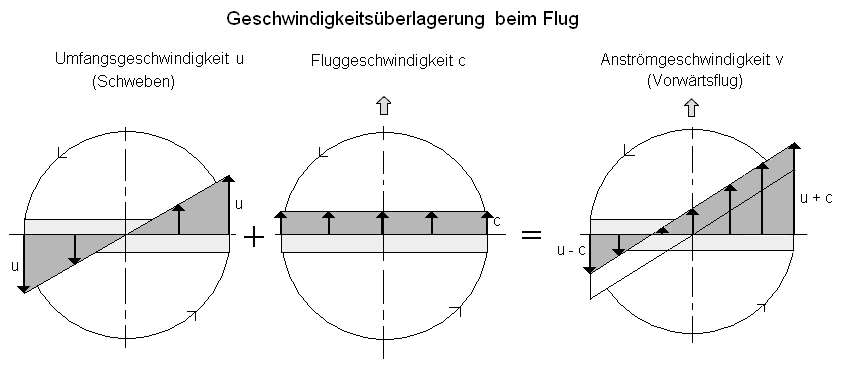
Geschwindigkeitsüberlagerung am vor- und rücklaufenden Blatt

Hubschrauber erreichen prinzipiell nicht die (Vorwärts-)Flugleistungen von Starrflügelflugzeugen:
Die Höchstgeschwindigkeit liegt meist zwischen 200 und 300 km/h, einige Kampfhubschrauber erreichen über 360 km/h. Der Geschwindigkeitsrekord liegt bei 472 km/h und wurde am 7. Juni 2013 mit einem Eurocopter X³ erzielt.
Die Höchstgeschwindigkeit wird dabei durch die Aerodynamik der Rotorblätter begrenzt: Das jeweils nach vorne laufende Blatt hat gegenüber der von vorn anströmenden Luft eine höhere Geschwindigkeit als das nach hinten laufende. Nähert sich nun das vorlaufende Blatt im Außenbereich der Schallgeschwindigkeit, kommt es dort zu einem Abfall des Auftriebs, starker Erhöhung des Widerstands und großer Blattbeanspruchung durch Torsionsmomente. Dies äußert sich etwa in starken Schwingungen und erschwert so dem Piloten die Kontrolle über den Hubschrauber.
Für einen typischen Rotordurchmesser von 10 m bedeutet dies, dass der Rotor nicht mehr als ca. 11 Umdrehungen pro Sekunde (das sind 660 Umdrehungen pro Minute) ausführen kann, ohne dass in den Außenbereichen der Rotorblätter die Schallgeschwindigkeit (ca. 343 m/s bei 20 °C) überschritten wird. Typische Drehzahlen des Rotors im Betrieb liegen daher deutlich unter diesem Wert.
Häufig wird die Geschwindigkeit eines Hubschraubers jedoch durch das rücklaufende Rotorblatt begrenzt: Hier führt die Kombination aus hohem Anstellwinkel (zyklische Verstellung, s. o.) und geringer Strömungsgeschwindigkeit zum Strömungsabriss und damit zum Auftriebsverlust. Viele Hubschrauber kippen daher beim Erreichen der kritischen Geschwindigkeit zuerst auf die Seite, auf der sich die Rotorblätter nach hinten drehen, bevor die nach vorne drehenden Blätter in den Überschallbereich gelangen.
Auch die Gipfelhöhe ist begrenzt und liegt typisch etwa bei 5.000 Metern, wobei einzelne Modelle bis zu 9.000 Meter erreichen. Der FAI-Höhenrekord von 12.442 m wurde im Juni 1972 von Jean Boulet mit einer Aérospatiale SA-315 aufgestellt. Erst im März 2002 wurde er durch einen Flug von Fred North mit einem Eurocopter AS 350 überboten (12.954 m), der allerdings bisher (2012) von der FAI nicht als offizieller Rekord anerkannt wurde.
Der Kraftstoffverbrauch eines Hubschraubers liegt bei gleicher Zuladung auf die Flugstrecke bezogen meist deutlich über dem eines Tragflächenflugzeugs.
Ein Vorteil des Hubschraubers liegt hingegen in der Fähigkeit, in der Luft stehen zu bleiben (Schwebeflug, auch Hover genannt), rückwärts oder seitwärts zu fliegen sowie sich im langsamen Flug um die Hochachse (Gierachse) zu drehen. Weiterhin kann er senkrecht starten und landen (VTOL) und benötigt daher keine Start- und Landebahn. Steht kein regulärer Hubschrauberlandeplatz zur Verfügung, reicht dazu bereits ein ebener und hindernisfreier Platz von ausreichendem Durchmesser.

### Rekorde (Auswahl)
| Typ                               | Rekord      | Hubschraubertyp   | Pilot           | Datum          | Ort                                      |
| --------------------------------- | ----------- | ----------------- | --------------- | -------------- | ---------------------------------------- |
| Horizontal-Geschwindigkeit        | 472,3 km/h  | Eurocopter X3     | Hervé Jammayrac | 07. Juni 2013  | Istres (FRA)                             |
| Höchste Steighöhe                 | 12.954 m    | Eurocopter AS 350 | Frédéric North  | 25. März 2002  | Kapstadt (ZAF)                           |
| Höchste Starthöhe                 | 8.848 m     | Eurocopter AS 350 | Didier Delsalle | 14. Mai 2005   | Mount Everest (NPL)                      |
| Längster Distanzflug ohne Landung | 3.561,55 km | Hughes OH-6       | Robert G. Ferry | 06. April 1966 | Culver City, CA – Ormond Beach, FL (USA) |

Die NASA hat den 1,8 kg schweren kleinen Helikopter Ingenuity zum Flug in der Marsatmosphäre bauen lassen. Dieser flog dort erstmals am 19. April 2021. Die Dichte der Marsatmosphäre gleicht schon beim Abheben an der Marsoberfläche der geringen Dichte der Erdatmosphäre in 30.500 m Höhe. Allerdings beträgt die Fallbeschleunigung auf dem Mars (3,71 m/s²) nur etwa ein Drittel derer auf der Erde (9,81 m/s²).

## Verwendung
Der Betrieb eines modernen Hubschraubers ist im Vergleich zu einem Flächenflugzeug mit vergleichbarer Zuladung deutlich teurer. Dennoch ergeben sich durch seine Fähigkeit, auf unvorbereitetem Gelände landen, starten und darüber schweben zu können, eine Reihe zusätzlicher Einsatzgebiete, unterscheidbar in zivile und militärische.

### Zivile Verwendung

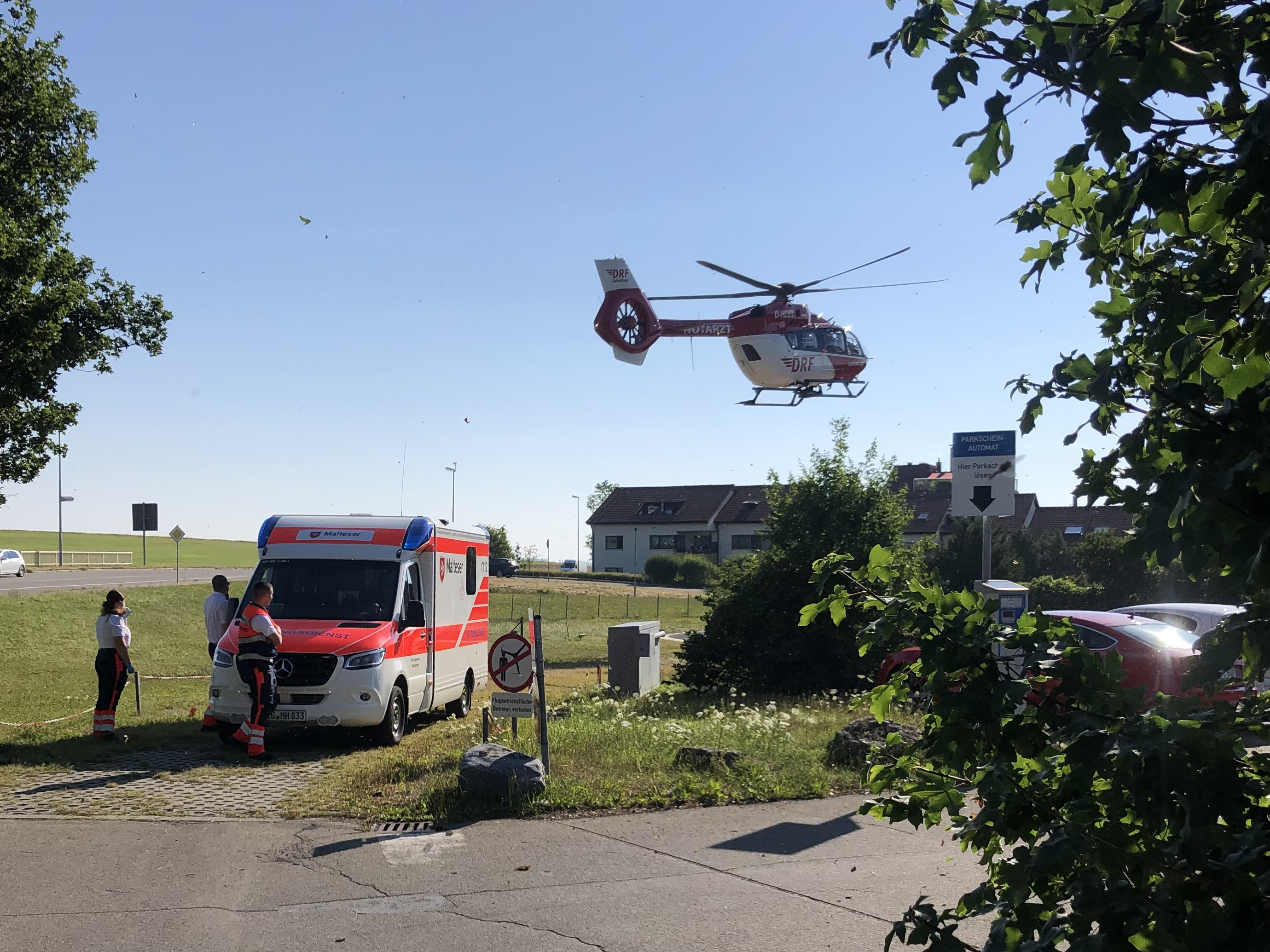
Rettungshubschrauber der DRF Luftrettung

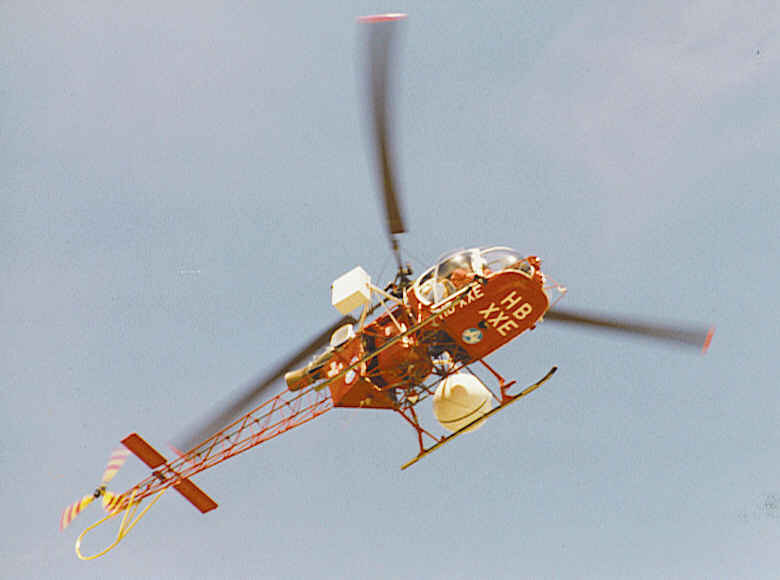
Französische Aérospatiale SA-315 Lama als Kamerahubschrauber

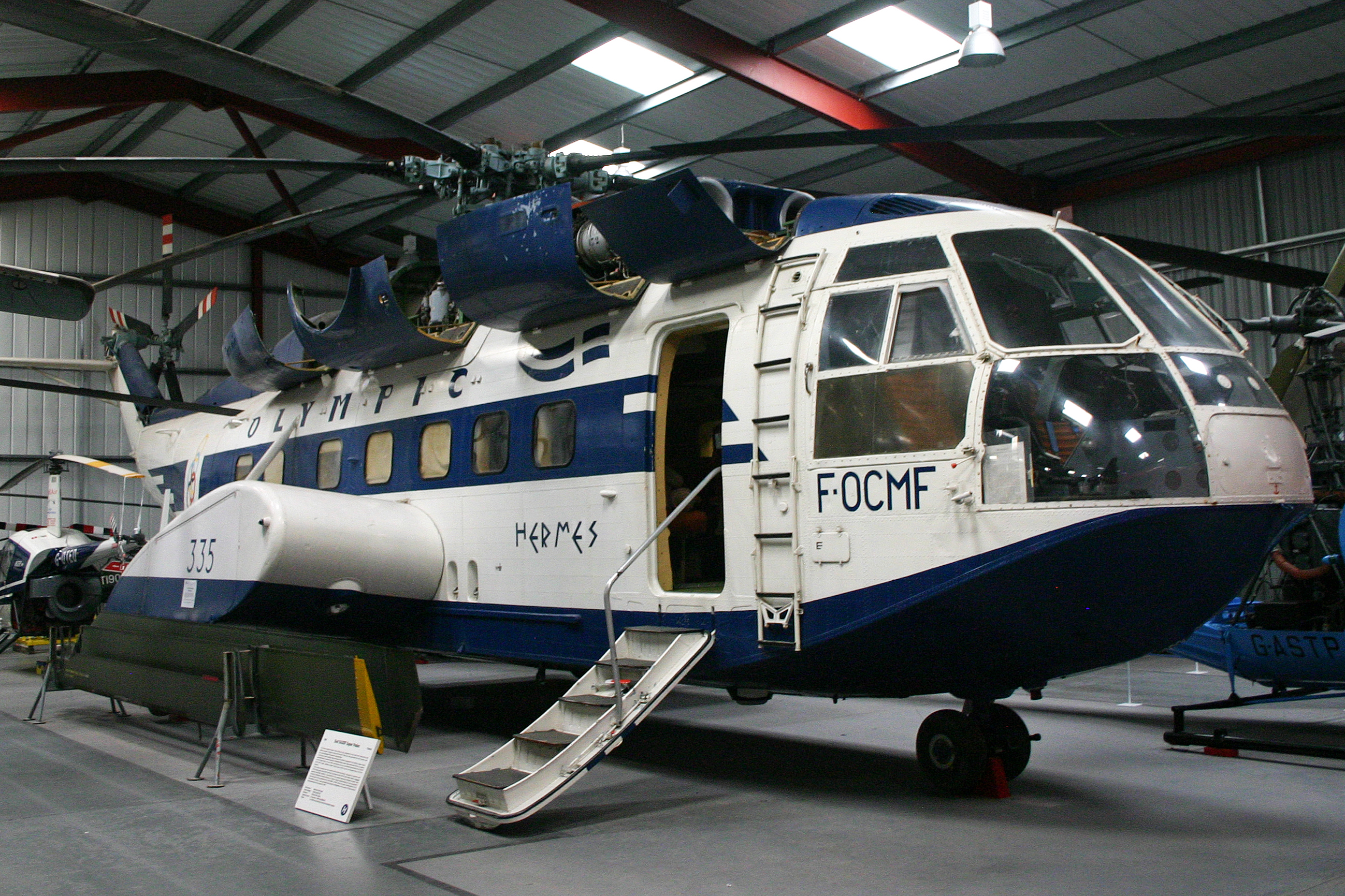
Aérospatiale SA 321 aus dem Liniendienst der Olympic Airways, 1966–67

Die häufigste Verwendung in Mitteleuropa ist, gemessen am Flugstundenaufkommen, mit Abstand der Arbeitsflug. Dazu zählen die Überwachung von Strom-, Gas- und Öltransportleitungen, Flüge in der Forst- und Landwirtschaft (Agrarflug, etwa das Ausbringen von Pflanzenschutzmitteln oder Dünger), Außenlastflüge, Vermessungsflüge, Bildflüge, Waldbrandbekämpfung etc. Das Spannen einer Vorausleine für das Seilziehen einer Seilbahn, Freileitung oder Seilbrücke kann auch mit einem Modellhubschrauber erfolgen. Zum Trimmen von Baumbewuchs an Freileitungstrassen wird ein verdrehfest vom Helikopter hängendes Schwert mit acht großen Kreissägeblättern verwendet. Ein Militärhubschrauber wurde eingesetzt, um per Abwind (downwash) außerordentlich starken Schneebelag, der Äste zum Brechen bringen könnte, von Bäumen entlang einer gesperrten Bahntrasse zu blasen.
Ein weiteres wichtiges Einsatzfeld ist die Luftrettung mit dem Rettungshubschrauber, wofür es allein in Deutschland über 70 Stützpunkte gibt. Weitere Spezialisierungen stellen Intensivtransporthubschrauber, Großraum-Rettungshubschrauber, Notarzteinsatzhubschrauber und Bergrettungsdienst dar. Auch bei der Polizei sind Hubschrauber zu einem wichtigen unterstützenden Faktor geworden, zum Beispiel bei der Vermisstensuche, Verbrechensbekämpfung oder Brandbekämpfung mittels Löschwasser-Außenlastbehälter. Wird kein ebener Landeplatz gefunden, kann eine nur teilweise abstützende Landung in schrägem Gelände erfolgen. Bei einer Taubergung (Seilbergung) hängt ein Retter und danach auch der zu Rettende am Seil, das eventuell mit einer Winde im Zentrum oder an der Seite des Helikopters hochgezogen werden kann. Das Seil kann etwa in eine Gletscherspalte hinein oder nahe an eine nicht zu steile oder hohe Felswand gereicht werden. Bei Taubergungen entfällt das Landen am Unfallort, in rascher Abfolge können mehrere Personen einzeln transferiert werden. Im Flugnotfall für den Heli kann jede Außenlast durch Ausklinken am oberen Seilende abgeworfen werden. 2024 wurden in Italien sogar abgestürzte Pferde – einzeln – per Tau mit Tragegurten gerettet.
Für den zivilen Passagiertransport werden Transporthubschrauber eingesetzt, etwa bei Bohrinseln, wo sie ein wichtiges Element der Logistik darstellen. Eine weitere Anwendung ist der Frachttransport, wenn Güter schnell direkt an einen bestimmten Ort zu bringen sind. Im Hochgebirge ist der Transport von Baumaterial und Bauteilen mangels geeigneter Landwege oft wichtig für die Errichtung und Versorgung von alpinen Einrichtungen. Gleiches gilt für Montagearbeiten an unzugänglichen Stellen; mitunter werden Hubschrauber dort auch als Baukran eingesetzt. Alpine Schutzhütten, die nicht mit Fahrzeugen erreichbar sind und bis in die siebziger Jahre mit Tragtieren oder bei schwierigeren Zugangswegen mit Trägern versorgt wurden, erhalten heute den Lebensmittelnachschub und die Entsorgung überwiegend mit dem Hubschrauber. In nichtmechanisierbaren steilen Weinbergen werden Pflanzenschutzmittel zum Teil von Hubschraubern versprüht. Im Touristikbereich werden Rundflüge und Heliskiing angeboten. Eine weitere Verwendung von Hubschraubern ist der Kunstflug, bei dem die hohe Belastbarkeit moderner Hubschrauberkonzepte, vor allem der Rotoren und deren Steuerung, demonstriert wird.
In Deutschland sind 729 Hubschrauber zugelassen (Stand Ende 2017). Sie haben die Kennzeichenklasse H, tragen also ein Luftfahrzeugkennzeichen der Form D-Hxxx.

### Militärische Verwendung

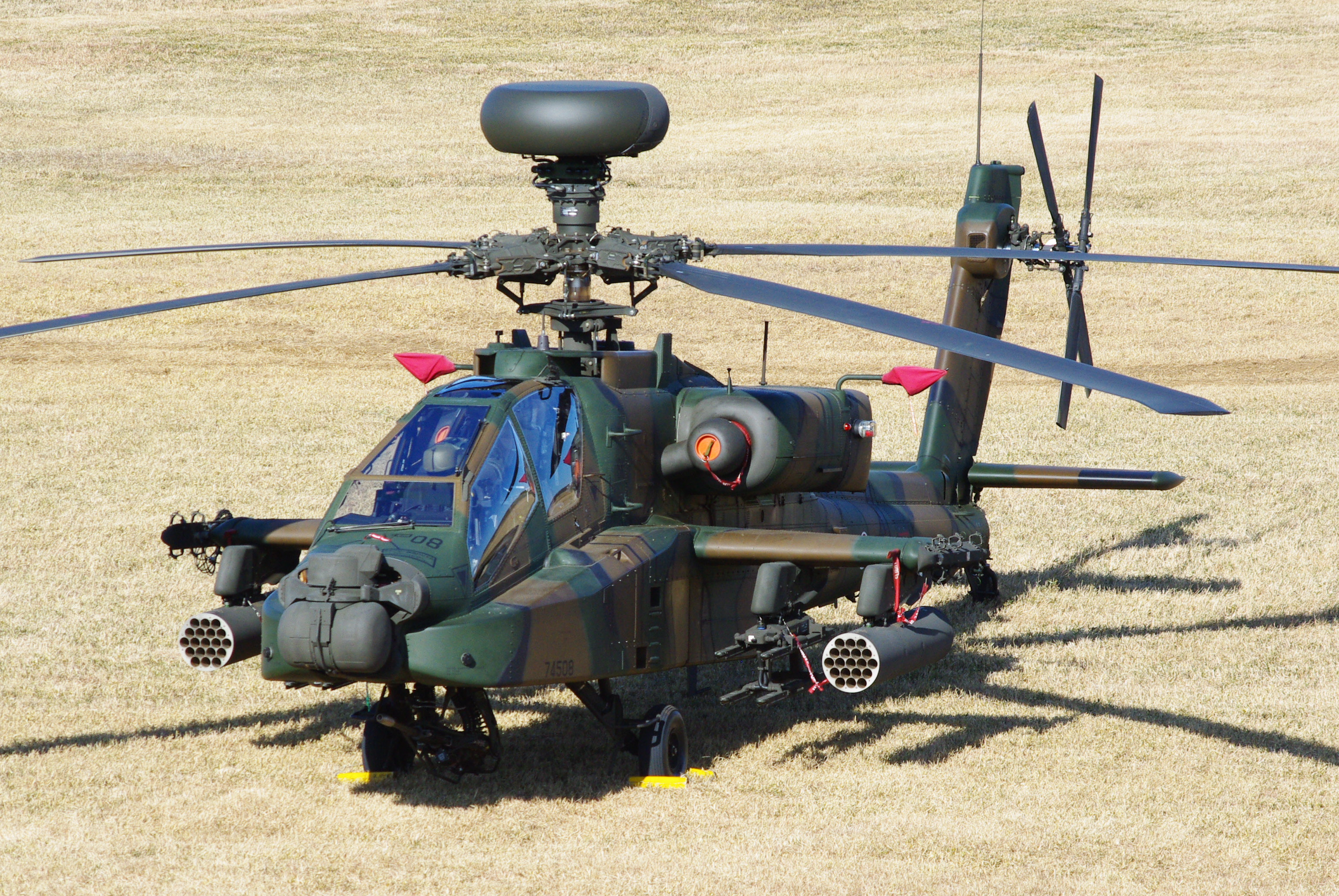
Kampfhubschrauber AH-64D Apache Longbow mit Radareinheit über dem Rotor

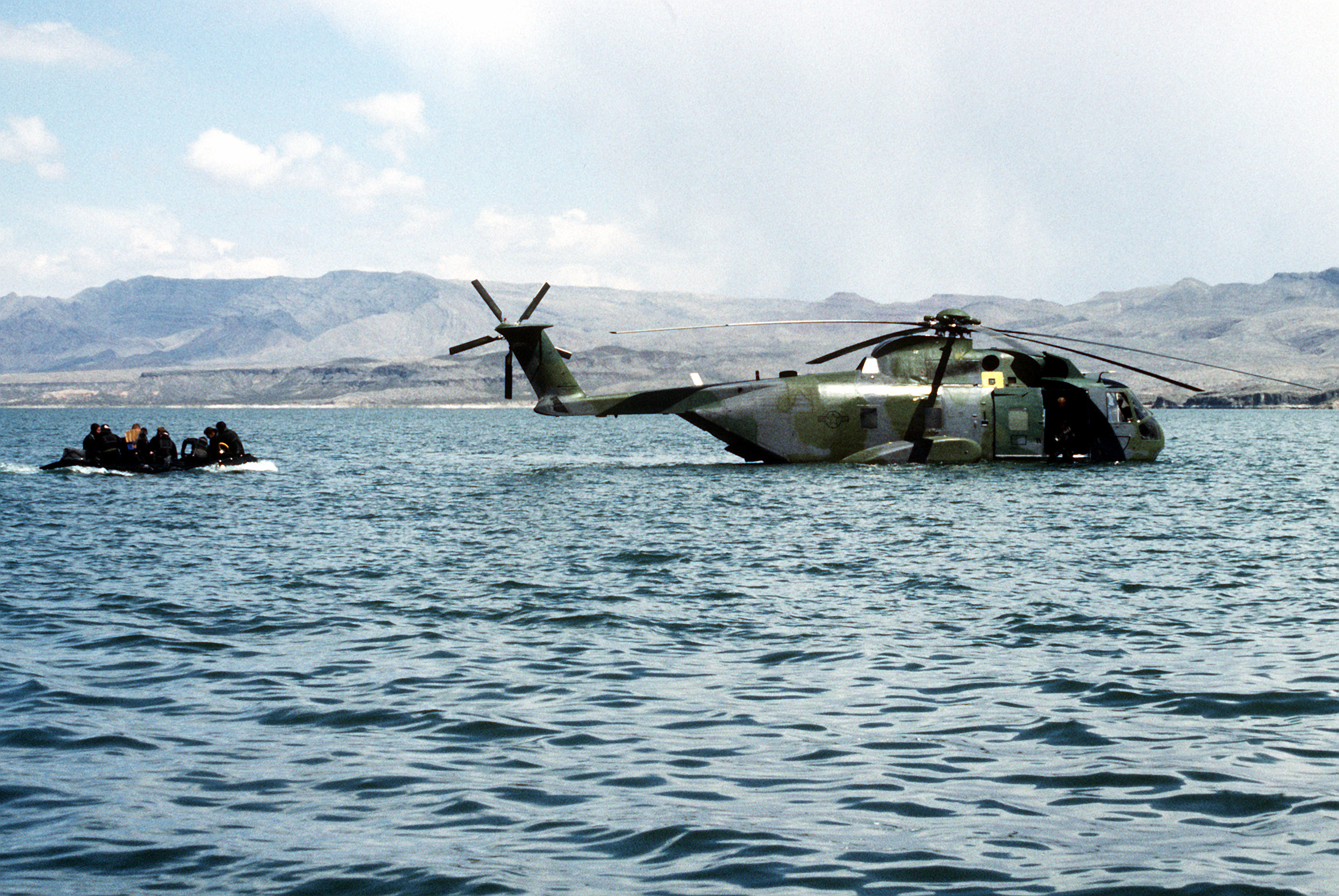
Amphibischer Hubschrauber Sikorsky CH-3E Jolly Green Giant

Neben dem überwiegenden Einsatz als Transporthubschrauber zum Truppentransport findet man als weitere typische militärische Anwendungen
- den Kampf gegen Bodenziele,
  - die Panzerabwehr durch spezialisierte Kampfhubschrauber wie den Eurocopter Tiger, den Hughes AH-64 oder den Mil Mi-24,
- die Artilleriebeobachtung,
- Combat Search and Rescue (CSAR, deutsch ‚Suchen/Retten im Gefecht‘),
- die Flugabwehr (Bordkanone, Luft-Luft-Rakete) und
- Einsätze bei der Marine zur U-Jagd, Seeaufklärung und Seenotrettung (SAR – Search and Rescue).

### Andere Verwendung
Am 23. September 2009 wurde beim Helikopterraub von Västberga in Schweden ein Hubschrauber für einen Überfall auf ein Gelddepot verwendet. Die Täter landeten mit diesem auf dem Dach des Gebäudes, drangen über ein Dachfenster ein und entkamen mit umgerechnet etwa 4,1 Millionen Euro.

## Pilotenlizenzen
Das Steuern eines Hubschraubers erfordert spezielle Kenntnisse und Fähigkeiten, die sich teils stark von denen unterscheiden, die für Flugzeuge benötigt werden.
Es gibt in Deutschland vier Typen von Pilotenlizenzen:
- Privatpilotenlizenz – PPL (H)
- Berufspilotenlizenz – CPL (H)
- Verkehrspilotenlizenz – ATPL (H)
- diverse militärische Pilotenlizenzen.

## Unfälle

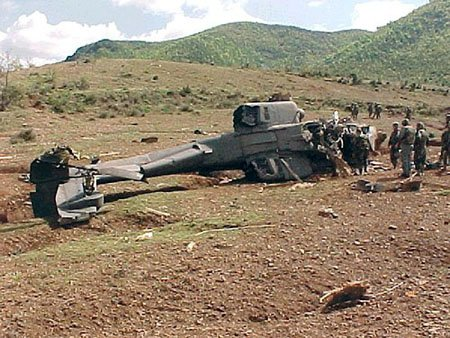
Während einer Übung in den Bergen Albaniens abgestürzter Kampfhubschrauber des Typs Hughes AH-64 Apache (1999)

Verglichen mit Tragflächenflugzeugen weisen Hubschrauber eine deutlich höhere Unfallhäufigkeit auf: Zwischen 1980 und 1998 verzeichnete die Bundesstelle für Flugunfalluntersuchung (BFU) bei Hubschraubern statistisch pro einer Million Abflüge 54 Unfälle mit sechs Toten, bei Tragflächenflugzeugen lediglich zehn Unfälle mit 1,6 Toten. Die Unfallursachen liegen dabei anteilig mit über 80 % im menschlichen Versagen.
Aus Sicht der Technik sind Hubschrauber nicht unsicherer als Tragflächenflugzeuge und werden unter den gleichen Zuverlässigkeitsforderungen ausgelegt und zugelassen. Die höhere Unfallgefahr kann mehr durch die Einsatzbedingungen erklärt werden: Rettungsdienste und Militär können einen Einsatzort nicht vorher bestimmen, Hindernisse wie Antennen oder Stromleitungen sind dem Piloten dann teilweise unbekannt. Einsätze im Hochgebirge, wie Lastentransport und Bergrettung, können wiederum durch die geringere Luftdichte und Abwinde den Antrieb an die Leistungsgrenze bringen. Bei dessen Ausfall sind zudem die Bedingungen für eine Autorotations-Landung häufig schlecht.
Optionale Seilschneider oberhalb und unterhalb der Kabine können in bestimmten Situation Seile durchschneiden, um Unfälle zu verhindern. Seile von Stromleitungen, Mastabspannungen und Seilbahnen sind nur teilweise markiert und auf 50.000er-Detailkarten verzeichnet und stellen eine besondere Gefahr bei niedrigen Flügen dar.

## Technik-Artikel
Weitere Details zu Bauweise und Technik von Hubschraubern finden sich in diesen Artikeln:
Varianten der Bauweise zum Drehmomentausgleich
Heckrotor-Konfiguration – Hubschrauber mit seitlichen Rotoren – Tandem-Konfiguration – Koaxialrotor – Flettner-Doppelrotor – Blattspitzenantrieb
Verwandte Flugzeug-Bauweisen
Tragschrauber – Flugschrauber – Wandelflugzeug – Senkrechtstarter – VTOL
Rotor
Hauptrotor – Rotorkopf – Taumelscheibe – Schlaggelenk – Schwenkgelenk
Schwebeflug
Landevorrichtung
Hubschraubertriebwerk
Modellhubschrauber

## Wichtige Hersteller
Europa:
- Deutschland/Frankreich/EU:
  - Airbus Helicopters (bis 2013: Eurocopter Group[38]): Tochter des europäischen Luft- und Raumfahrtkonzerns Airbus Group, in der u. a. die deutschen Vereinigten Flugtechnischen Werke (VFW) und Messerschmitt-Bölkow-Blohm (MBB) sowie Aérospatiale und Sud Aviation aus Frankreich aufgegangen sind. Airbus Helicopters beschäftigt rund 14.000 Mitarbeiter, im Jahr 2006 wurden 615 Hubschrauber neu bestellt, der Marktanteil weltweit beträgt etwa 30 Prozent. Aktuell sind etwa 9800 Hubschrauber in 140 Ländern in Betrieb.

- Italien/Vereinigtes Königreich:
  - AgustaWestland (früher Agusta in Turin, Westland Aircraft in Yeovil)
- Polen:
  - Państwowe Zakłady Lotnicze (PZL)
- Russland:
  - Mil
  - Kamow

Asien:
- Indien:
  - Hindustan Aeronautics Limited (HAL)

Afrika:
- Südafrika:
  - Denel

Nordamerika:
- USA:
  - Bell Helicopter
  - Robinson Helicopter
  - Enstrom
  - Schweizer Aircraft Corporation
  - Kaman
  - MD Helicopters
  - Boeing Vertol
  - Sikorsky

Südamerika:
- Brasilien:
  - Helibras (war Teil der Eurocopter Group, die Januar 2014 in Airbus Helicopters (s. o.) aufging)

## Film
- Himmelsreiter – Die Geschichte der Hubschrauber. Dokumentation, Deutschland, 2006, 52 Min., Regie: Mario Göhring, Peter Bardehle, Produktion: NDR, Arte, Erstsendung: 19. April 2006
- Professor Oehmichens fliegende Maschinen. Dokumentation, Frankreich, 2009, 52 Min., Regie: Stephane Begoin; Produktion: arte F, Erstsendung: 20. Juni 2009, Inhaltsangabe (Memento vom 1. Juli 2009 im Internet Archive) von arte
- History of Helicopters – Helicopter Invention Documentary Film youtube.com, Video 44:21, History TV Channel, 9. März 2015, abgerufen am 13. Oktober 2017. – Vom Spielzeug in China, Technik für bemannten Flug und ein erster unbemannter Heli. Mit Sergei Sikorsky.